# Letecké útoky na Plzeň

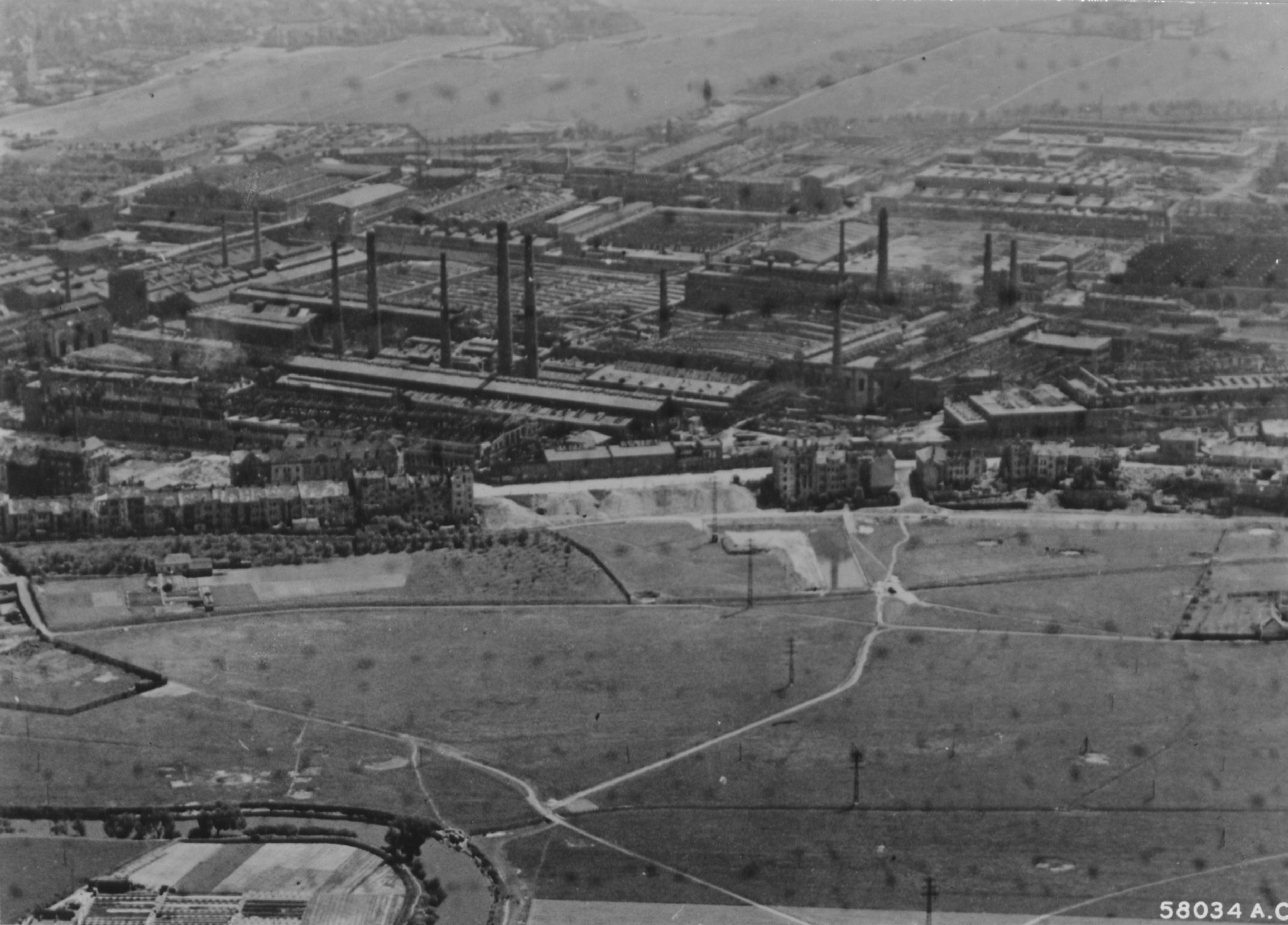
Rozsáhlý zbrojní závod Škoda v Plzni. Když Američané vstoupili do Plzně, Němci odklízeli trosky ve Škodových závodech a jejich okolí. (červenec 1945)

Letecké útoky na Plzeň (též bombardování Plzně) proběhly v průběhu druhé světové války a nacistické okupace Československa ze strany Spojenců. Britské a později americké letectvo usilovaly o zničením Škodových závodů pomocí strategického bombardování, popřípadě o přerušení či omezení výroby. Plzeňská Škodovka byla jedním z největších evropských výrobců zbraní a munice. Později se Spojenci snažili vyřadit železniční uzel v Plzni a letiště na Borech z provozu. Britské a americké letectvo provedlo v průběhu let 1942–1945 dvanáct náletů, o několik dalších se pokoušelo v předcházejících letech. Před rokem 1943 šlo o útoky skupin několika letadel, od roku 1943 převážně o masivní útoky i stovek letadel. Nálety způsobily velké ztráty na životech, mnoho zranění a značné materiální škody na továrnách, pivovarech, železnici i civilní zástavbě. Pro omezené možnosti navigace i navigační chyby letců byla citelně postižena i sídla v okolí tehdejší Plzně, nejvíce Dobřany a Radčice.

## Předchozí události

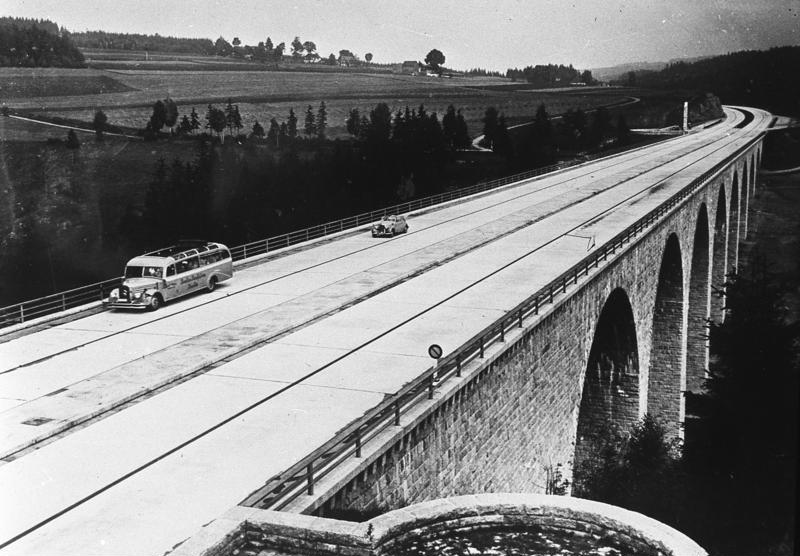
Most německé jednoty přes řeku Sálu, součást říšské dálnice Berlín–Mnichov

Velká hospodářská krize zasáhla Německo jako první evropskou zemi a také značně silně. Výstavba dálnic a rozsáhlé zbrojení po nástupu Adolfa Hitlera vyvedlo Německo z hospodářské krize, ale už v letech 1937–1938 mělo za následek finanční i hospodářské problémy hrozící státním bankrotem. Východiskem mohly být nové zdroje na domácím trhu, anebo zahraniční expanze, o které Hitler fanaticky snil jako o obnově Německé říše. Po anšlusu Rakouska začalo Německo usilovat o ovládnutí Československa, které si Hitler hodlal podrobit vojenskou akcí (viz plán Fall Grün). Vedle potřeby rozšiřovat území Třetí říše a germanizačních tendencí hrály rozhodující úlohu strategické a hospodářské záměry, protože zbrojní a především hospodářský potenciál Československa byl pro Hitlera nezbytný.:465–487

### Mnichovská dohoda

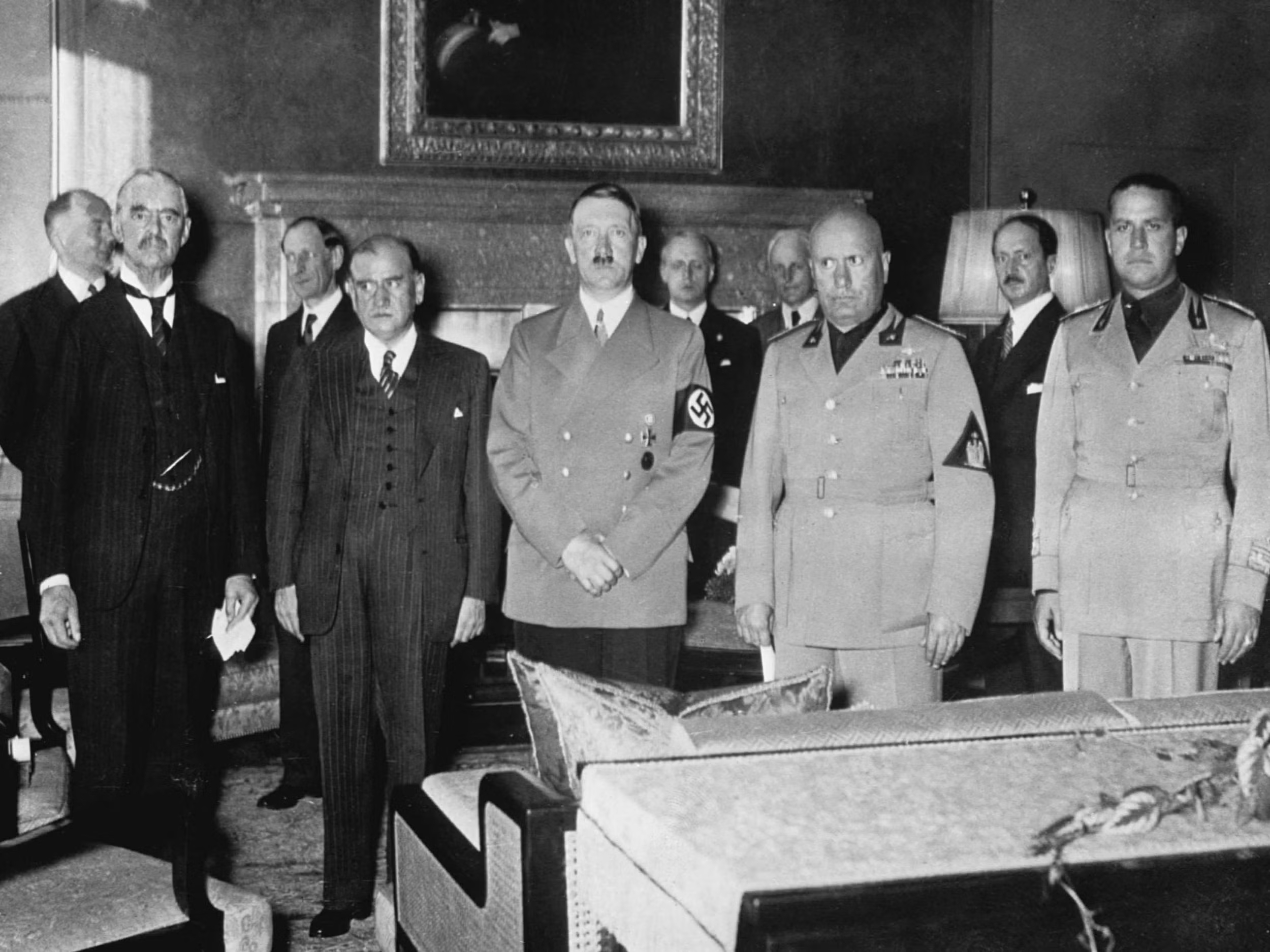
Chamberlain, Daladier, Hitler a Mussolini v průběhu jednání o Mnichovské dohodě

V návaznosti na mezinárodní i domácí vývoj (Sudetoněmecké povstání) byla 23. září 1938 v Československu vyhlášena všeobecná mobilizace. Jednotky 2. pěší divize Československé armády se koncentrovaly podél obranné čáry za jednotkou Hraniční oblast 32, která procházela městy Klatovy, Holýšov, Stříbro, Bezdružice a Kralovice. Na konferenci v Mnichově byla 30. září 1938 čtyřmi evropskými státníky podepsána Mnichovská dohoda, která měla vyřešit problém německé menšiny na československém území. Smlouva povolila vstup německé armády do pohraničních oblastí Československa a následné připojení pohraničí k Třetí říši. Obyvatelé Plzně se o kapitulaci Československa dozvěděli z rozhlasu téhož dne v 16.30 hod. Na znamení smutku byly ve městě vyvěšeny smuteční prapory a prezidium městské rady vydalo k občanům povzbuzující prohlášení, aby neklesali na mysli.:297

### Zabrání pohraničí a druhá republika
Dne 1. října 1938 zahájil říšský okupační aparát zábor oblastí vymezených na konferenci v Mnichově. Oblast západních Čech byla zařazena do 3. pásma záboru, termín záboru byl stanoven na 3. až 5. října 1938. Nacisté vstoupili do těsné blízkosti města Plzně 10. října, kdy obsadili obce Litice a Chotíkov. Dále došlo k dočasné okupaci Lhotky a částečné okupaci území Nekmíře, Nevřeně a Příšova. Neplánovaně byly obsazeny celé Nýřany včetně elektrárny ležící v jejich katastru a muniční továrny stojící na pozemku bývalého Zieglerova dolu.:37 Usnesení vlády J. Syrového proto do plzeňského politického obvodu začlenilo Německem neobsazené obce bývalého politického okresu Stříbro, a to Líně, Novou Ves a zbytek Nýřan.

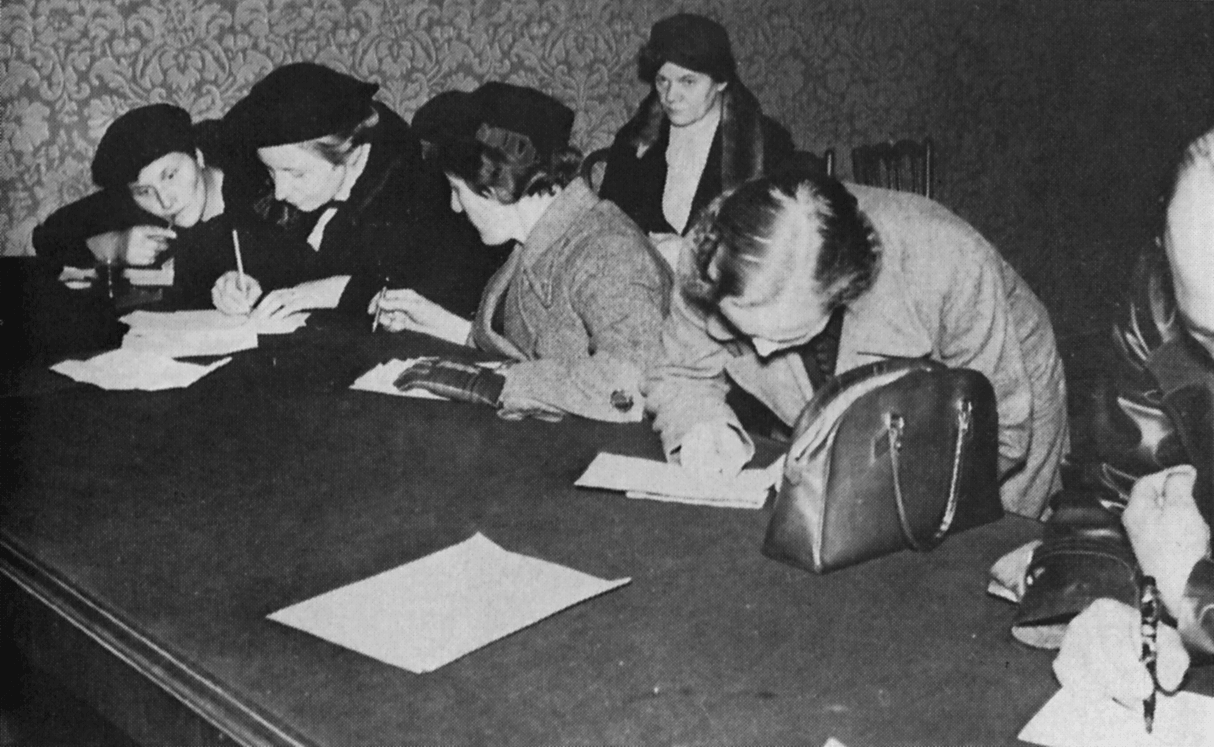
Češi vyhnaní ze Sudet při vyplňování dotazníků v kanceláři pro uprchlíky

Obsazování takzvané „definitivní“ státní hranice bylo zahájeno 24. listopadu. Doprovodným jevem zabírání území byly také přesuny a vysídlování obyvatelstva a jejich poněmčování.:298–300 Československo záborem přišlo o 33 % průmyslových závodů, což činilo 40 % celkové průmyslové kapacity. Rovněž byly ztraceny zdroje surovin, prostředky pro železniční přepravu a kvalifikovaní pracovníci žijící na okupovaném území. Obyvatelé příhraničních oblastí zabíraných Němci ovšem postupně prchali hlouběji do vnitrozemí a v mnoha případech se usazovali také v Plzni. Město se začínalo plnit uprchlíky, kteří zde alespoň zpočátku přežívali ve velmi skromných poměrech a byli odkázáni na materiální pomoc ostatních občanů.

### Okupace Čech, Moravy a Slezska

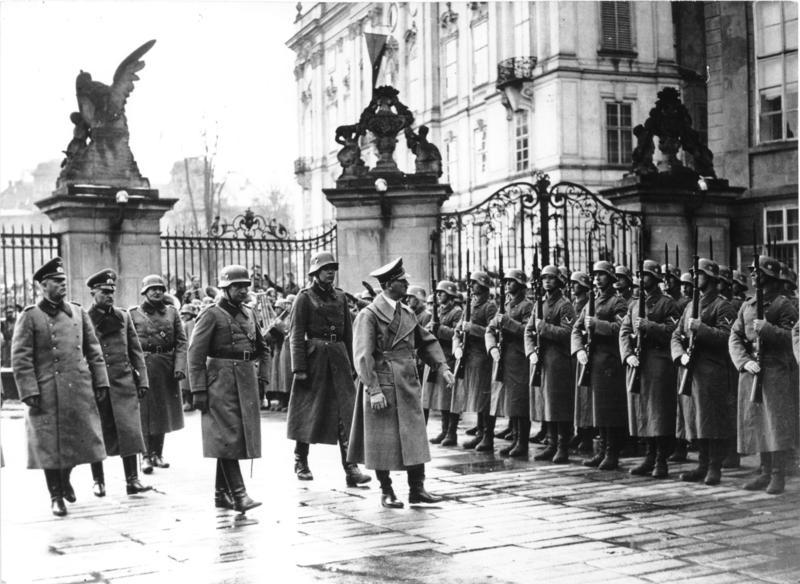
Adolf Hitler na Pražském hradě, 15. března 1939

Odhodlání Adolfa Hitlera plně ovládnout českou část zbylé Česko−Slovensko bylo naplněno po několika měsících, když dne 15. března 1939 začala okupace zbylého bývalého českého území německou armádou. Na tuto oblast se v Třetí říši pohlíželo jako na budoucí součást Německa. Proto byl zbytek území zařazen do říše nikoli jako župa, ale jako zvláštní protektorát s názvem Protektorát Čechy a Morava.:484 Protektorát nedisponoval vlastním zahraničním zastoupením, neexistoval zde ani parlament. Zastáncem zájmů Třetí říše na území Protektorátu měl být Vůdcem a říšským kancléřem zvolený říšský protektor, který bude potvrzovat členy protektorátní vlády. Protektorátní vláda byla plně podřízena Německu a v případě potřeby mohla Říše vydávat právní předpisy a převzít do svého pole působnosti správní obory. V čele státu stál jakožto loutkový prezident Emil Hácha, faktickou moc nad územím měl však říšský protektor Konstantin von Neurath. Protektorátní správa byla Německem kontrolována pomocí bezpečnostních složek a nižších správních orgánů, takzvaných landrátů. Čechům byla v rámci protektorátu přidělena zvláštní druhořadá kategorie protektorátní příslušnosti.:484

### Okupace v Plzni
Plzeň byla obsazena hned první den započaté německé okupace, tedy 15. března 1939, což bylo oznámeno v ranním tisku vrchním velením německého vojska.:32 První motorizované oddíly 46. divize, které velel generál Rudolf von Waldenfels, vjely do Plzně brzy ráno přes Bory a Košutku, zbytek vojska dorazil později směrem od Skvrňan. Spolu s vojenskými jednotkami do města dorazily také jednotky SA, SS a gestapa. Následně byl v Plzni zřízen oberlandrat. Do sféry jeho působnosti patřily okresy Hořovice, Kralovice, Plzeň, Přeštice a Rokycany. K oberlandratu bylo zároveň přiděleno několik posádek úřadů a bezpečnostních složek. Dále v Plzni vznikl krajský sekretariát NSDAP v pozdější Husově ulici, v jehož čele stanul chebský henleinovec Georg Wollner.

### Po začátku války

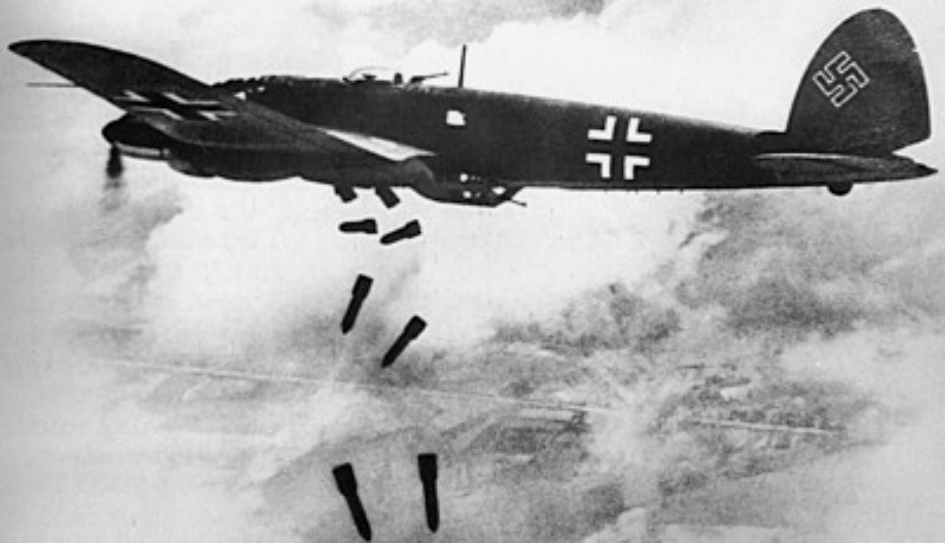
Německý letoun Heinkel He 111 při bombardování

Německá invaze do Polska 1. září 1939 zahájila druhou světovou válku, pomocí které chtěl Hitler naplnit své fanatické vize velké expanze. Poté, co Německo bez větších obtíží obsadilo Skandinávský poloostrov, země Beneluxu a Francii, a získalo dostatečné množství surovin a výrobních zdrojů, mohlo pokračovat v dalším válčení. Dne 10. července 1940 proto zahájila Třetí říše letecký útok na Velkou Británii. Na jeho úspěchu závisela možnost následné německé pozemní invaze na britské ostrovy. Ve vzduchu se jí však nepodařilo získat dostatečnou převahu, a poté, co se Britům podařilo odrazit německé letecké útoky, rozhodlo se vrchní velení Royal Air Force (dále jen RAF) pro plošné bombardování průmyslových objektů na území Německa, které by ochromilo výrobní potenciál dodavatelů vojenské techniky.:5

## Význam Plzně pro Třetí říši

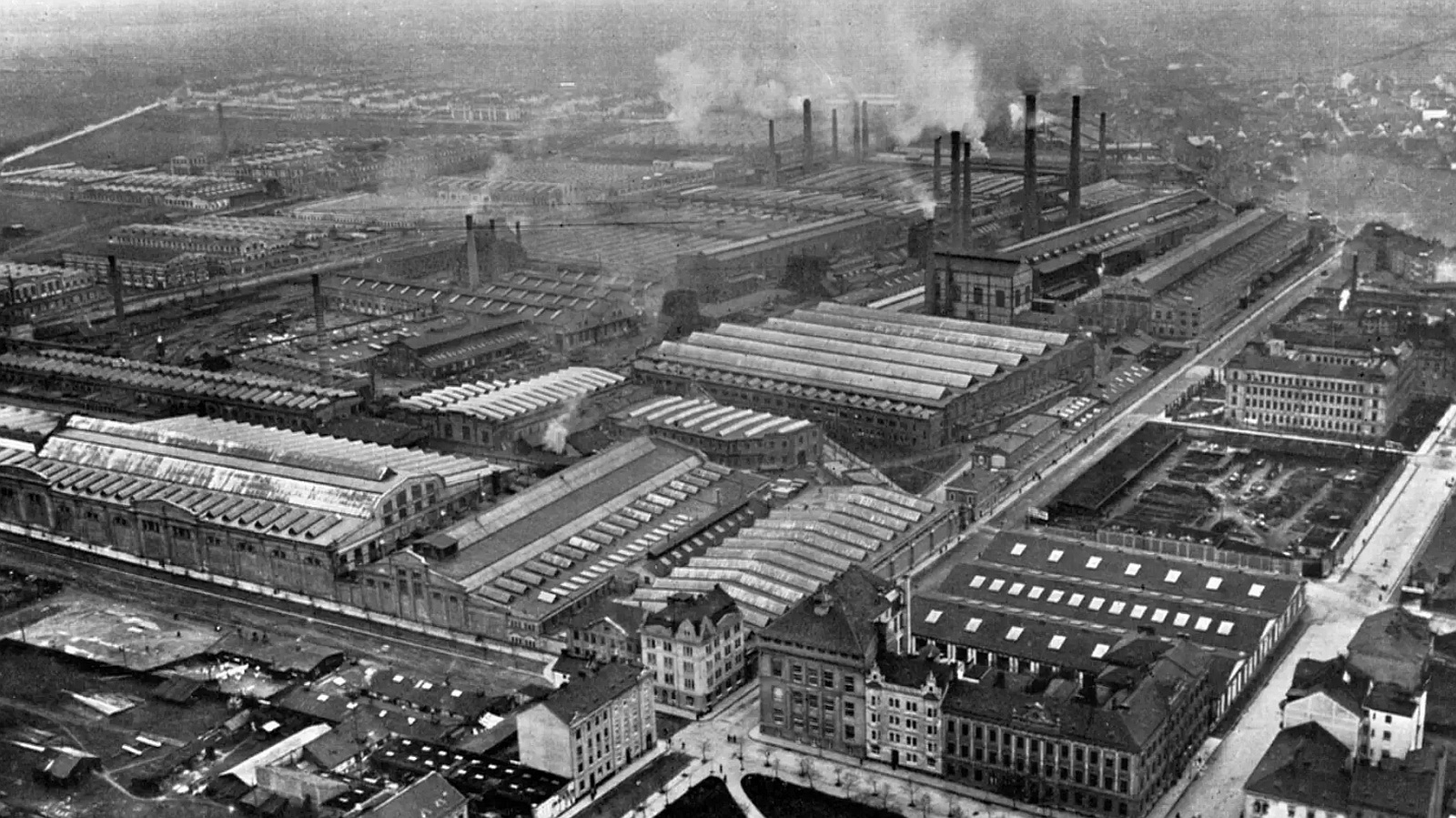
Celkový pohled na Škodovy závody (mezi roky 1926 a 1938)

Město Plzeň bylo v rámci celého protektorátu velice významné pro svoji strategickou polohu na nově vytyčených hranicích s Třetí říší jako její spojnice se zbytkem Protektorátu. Ještě důležitější byl vysoký průmyslový potenciál daný především Škodovými závody. Období od roku 1933 až do války bylo pro Škodovy závody významné: hospodářská krize skončila, naopak sílící fašismus v Německu vyvolával obavu z vypuknutí velké až globální války. Narůstající vojenský výrobní program pomáhal Škodovce překonávat následky předchozí krize. Den před zřízením Protektorátu Čechy a Morava se konala mimořádná schůze správní rady Škodových závodů, v jejímž důsledku došlo o pár dní později k formálnímu převzetí celého koncernu do německých rukou a jeho postupného zapojování do řízeného hospodářství a válečné ekonomiky.:38

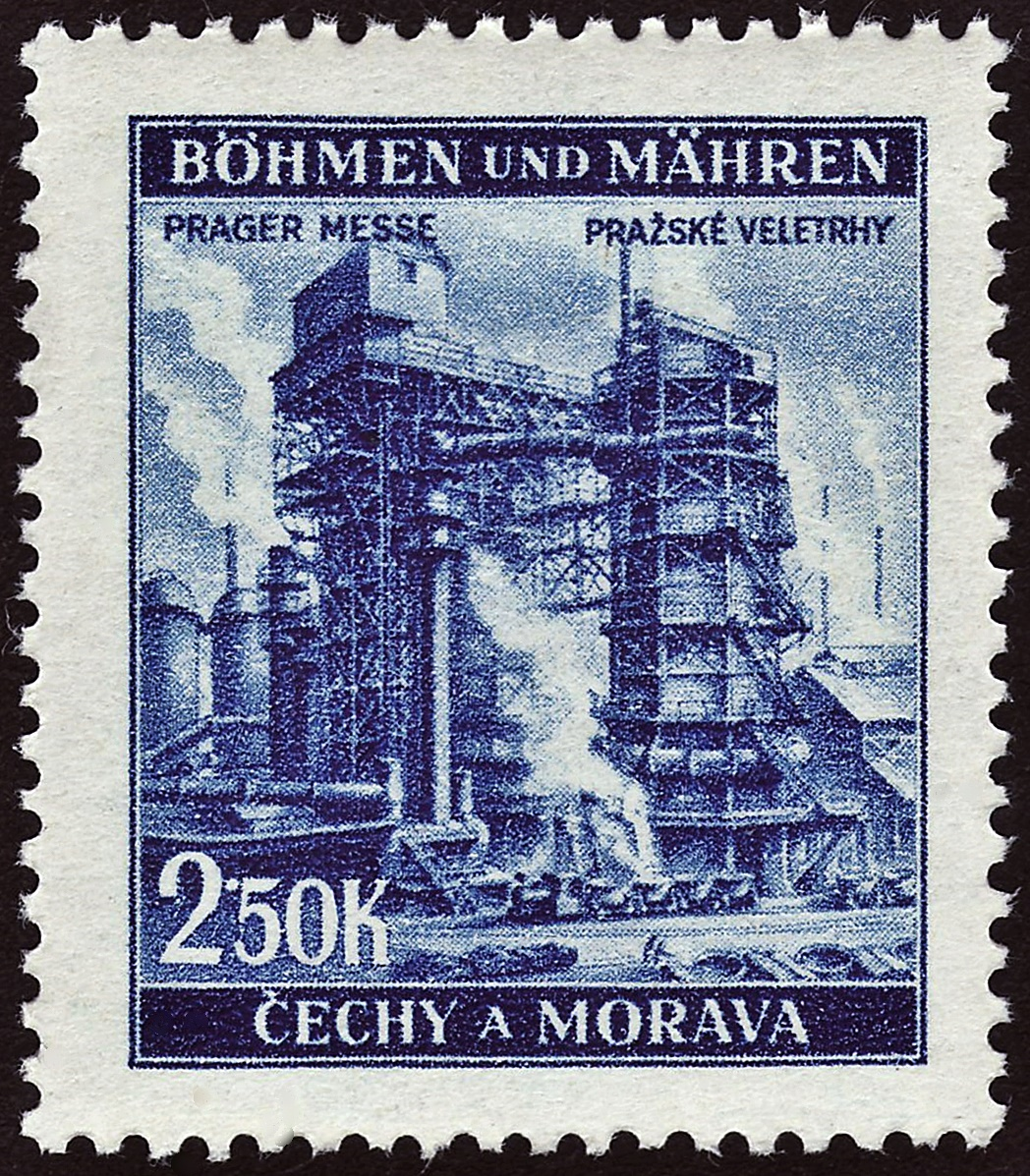
Moderní vysoká pec na tavení železa a vlak závodní železnice ve Škodovce jako motiv na protektorátní známce

Zástupci německého průmyslu se chtěli Škodovky jako svého konkurenta zcela zbavit. Jejich cílem bylo zastavení provozu a převezení strojů a výrobních zařízení dílem do Tyrolska a dílem do Lince. Němečtí fašisté však s výrobní kapacitou plzeňské Škodovky a brněnské Zbrojovky počítali ve svých válečných plánech.:35 Oba podniky proto byly pro německé fašisty nejdůležitějšími závody na území bývalého Československa.:35 Škodovka byla díky úsilí Alberta Göringa v létě 1939 začleněna do říšského komplexu koncernu strojíren Reichswerke Hermann Göring.:15–24:23 Ve škodováckém koncernu nacisté zavedli takzvaný „vůdcovský systém“ řízení. Hermann Göring se stal formálním „vůdcem“ RHG, a tedy i zbrojovky Škoda, díky své „vůdcovské“ pravomoci jmenoval generála letectva von Bodenschatze svým „zastupujícím vůdcem“ těchto podniků, který dále jmenoval ostatní nižší „vůdce“ a tak dále.:41

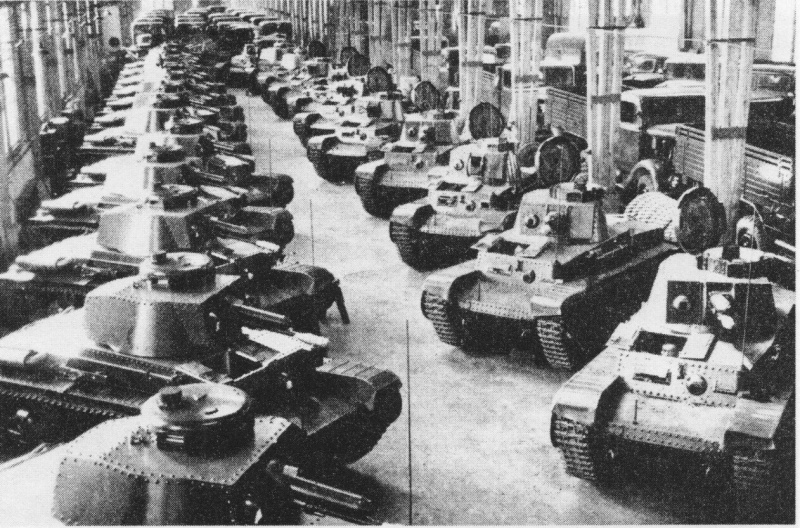
Tanky LT vz. 35 ve Škodovce, 1938

Hlavním cílem nacistické okupace v Plzni bylo proto zabezpečení nerušeného chodu Škodovky. Ta po převzetí omezovala civilní výrobu a naopak rozšiřovala sortiment vojenského arzenálu pro německou armádu. Koncern začal být v německých vyšších kruzích postupně brán velmi vážně. Tomu napomohlo především kladné hodnocení továrny samotným Hitlerem, který po porážce Francie v děkovném dopise zdůraznil, že na vítězství Německa nad Francií se velmi podílely české zbraně od nejmenšího až po nejtěžší kalibry.:42 Plzeňská továrna vyráběla lehké tanky (varianty předválečných čs. LT 35 a LT 38, dále Jagdpanzer 38(t) Hetzer, celkem vyrobila 1335 kusů), díly obrněných kolopásových vozidel Sd.Kfz. 251, děla, kulomety, další zbraně a munici. Němci ovládli také Měšťanský pivovar, do jeho čela dosadili sudetského Němce Roberta Müllera.:24

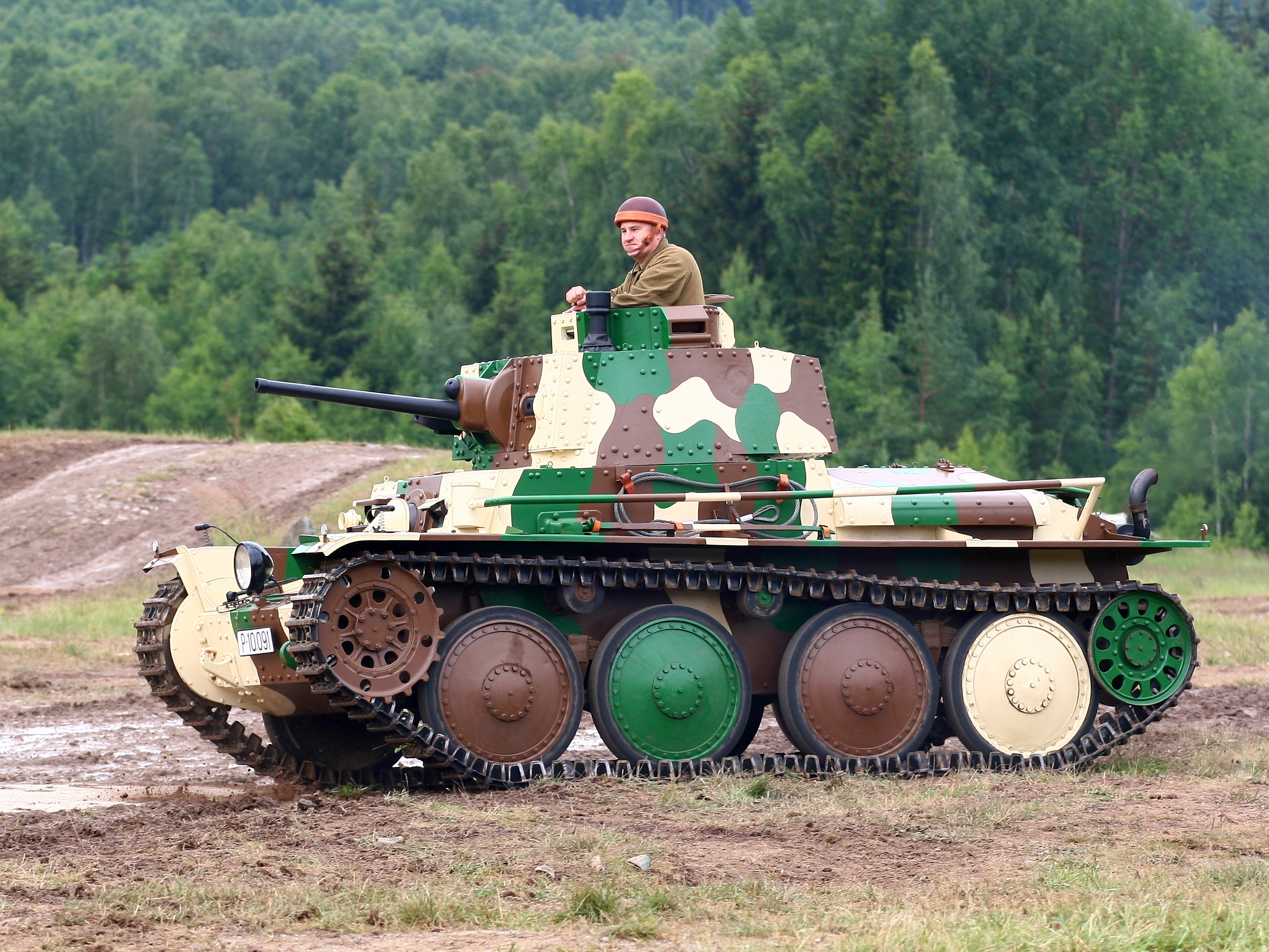
LT vz. 38 na akci Bahna 2018

Pro význam Škodovky a vzhledem k nezanedbatelnému počtu prvorepublikových kasáren a jiných vojenských objektů byla ve městě trvale umístěna početná německá posádka. Již v březnu roku 1939 pro své potřeby obsadila např. kasárna slavného 35. pěšího pluku. Posádku vedl do roku 1944 generálporučík Peter Herrmann, který byl vystřídán až v roce 1945 Johannesem Dietzem a následně Georgem von Majewským. Z Plzně se stala významná vojenská základna německých jednotek. Přítomnost jedné z největších zbrojovek Třetí říše dále zajistila městu desítky stanovišť protileteckého dělostřelectva.
Posílila role města Plzně jako administrativního střediska a tato úloha byla přijímána okupačními správními strukturami. Plzeň si dokázala podržet také svůj význam v oblasti společensko-školského, osvětového a kulturního života. Nicméně fašisté se postupně dokázali protlačit do vedení úřadů a ostatních institucí. V důsledku toho byla Plzeň značně poněmčována a okupantům velice záleželo na „posilování němectví“ právě v Plzni.:308
V průběhu druhé světové války byly Škodovy závody významnou zbrojovkou zásobující německé jednotky a bylo tedy pochopitelné, že se Plzeň a její okolí staly důležitými strategickými cíli spojeneckého bombardovacího letectva.

## Vliv na civilní obyvatelstvo
Nálety byly úzce spjaty také s životem plzeňských obyvatel. Ačkoli strach z náletů a jejich následků byl všudypřítomný, lidé se postupem času naučili s tímto strachem žít a dokonce už ani během poplachu necítili potřebu schovat se do krytu. Kvůli válečnému stavu vázlo a ztenčovalo se zásobování prakticky všemi komoditami, rozmáhal se proto černý trh. Ačkoli měli lidé ve válečné době značně omezený život kvůli bezpečnostním nebo ekonomických nařízením, určité materiální jistoty jim byly zanechány. Měli nárok na náhradu věcných škod, ať se jednalo nutné vybavení typu nábytek, zařízení bytu, nádobí, nebo o věci pro přežití postradatelné, například rádio, nebo jízdní kolo.

## Zúčastněná spojenecká letectva

Znak Královského vojenského letectva RAF

Britské Královské vojenské letectvo, nebo též Royal Air Force, vzniklo 1. dubna 1918 sloučením Královského leteckého sboru (The Royal Flying Corps) s Královskou námořní leteckou službou (The Royal Naval Air Service).:37–135 Po vyhlášení války Velkou Británií Německu 3. září 1939 se akce britských bombardérů omezovaly na průzkumné lety, sabotážní akce a shazovaní letáků vyzývajících německé civilisty k protestům vůči Hitlerově politice. V této době totiž platila úmluva mezi Francií, Velkou Británií a Německem zakazující nálety na cíle obývané civilním obyvatelstvem. Akce s letáčky se minula účinkem, piloti však získávali cenné zkušenosti s noční navigací a postupně také zmapovali rozmístění světlometů či protiletecké obrany.
Začátek britského strategického bombardování německého území bez většího ohledu na civilní cíle lze datovat do doby, kdy německá Luftwaffe začala bombardovat Rotterdam a další města v Nizozemsku, aby usnadnila postup Hitlerových pozemních vojsk. Tím byla porušena domluva o nebombardování civilních objektů. Prvními civilními cíli britských bombardérů byly německé komunikace a nádraží. Nálety musely být prováděné i ve dne, což znamenalo pro RAF mnoho ztrát. Shazování pum na takto přesně vytyčené body však s tehdejší technikou nemohlo být úspěšné. Pumy dopadaly i desítky kilometrů od zvoleného místa dopadu a nálety tak byly značně neefektivní.:11–25 Na základě využití systému Ultra a průzkumů bylo v srpnu 1941 v takzvané Buttově zprávě vyhodnoceno, že se některé bombardéry odchýlily od kurzu o více než 120 kilometrů. Pro vzdušné operace se proto začaly používat nové typy strojů, konkrétně Short Stirling, Halifax a Avro Manchester.
Ačkoli RAF vkládala do těchto strojů naděje na úspěšnou bombardovací ofenzivu, opak byl pravdou. Kvůli nedostačující navigaci končily shozené nálože stále daleko od vytyčeného cíle. Bylo nutné vynalézt nové navigační technologie. K takovým patřil radiolokační systém s krycím názvem Gee. Pomocí něj nemusel navigátor vidět terén pod sebou a nezáleželo tolik ani na nepřízni počasí. Dalšími přínosnými vynálezy byly zaměřovač Oboe a letecký palubní radaru H2S. Pro rušení příjmu nepřátelských pozemních stanic a radarových zařízení, které německé stíhačky používaly k zjišťování bombardérů, se začaly používat papírové kroužky potažené kovovým povlakem s kódovým označením Okno.:100–184 14. února 1942 vydal velitelský štáb britského letectva Air Staff direktivu nařizující Velitelství bombardovacího letectva Bomber Command, v jehož čele nově stanul Air Marshal sir Arthur Harris, zahájit proti Německu dlouhodobou speciální ofenzivu plošného a ryze nočního bombardování. Cílem se měla stát průmyslová města a očekávalo se, že těmito nálety bude hluboce podryta morálka civilního obyvatelstva, především dělníků pracujících v průmyslových koncernech. Taktika nahrazovala předešlé většinou neúčinné bombardování přesných cílů.:126
V květnu roku 1942 do Anglie dorazily vzdušné posily v podobě jednotek americké VIII. Bomber Command, pozdější 8. americké letecké armády (Eighth Air Force) USAAF, podléhající velení Carla A. Spaatze. USAAF, neboli United States Army Air Forces, byla obdoba britské RAF. Ustavena byla 20. června 1941 se značnou nezávislostí na pozemních silách.:17–64

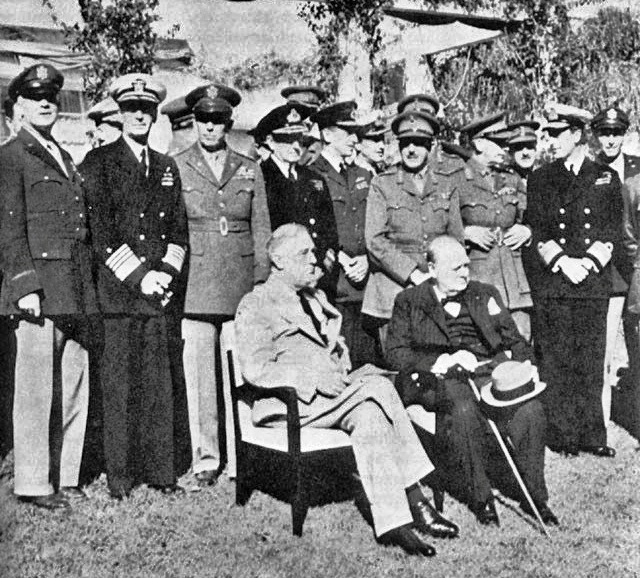
Franklin Delano Roosevelt a Winston Churchill na konferenci v Casablance

Po lednové konferenci v Casablance se v létě roku 1943 ke vzdušné ofenzivě Bomber Command připojila pozdější 8. americká letecká armáda se svými posádkami. Určena byla priorita společná pro obě letectva a to společné útoky na výrobní a přístavní zařízení pro ponorky, nepřátelské letectvo, transporty a palivo. Zredukován měl být německý průmyslový a vojenský potenciál.:55 Na rozdíl od RAF prováděly americké bombardéry nálety na německá území výhradně přes den. Spojené státy americké během náletů na Německo v Evropě disponovaly letouny typu Boeing.:37–135 Prvním byl těžký čtyřmotorový bombardér Boeing B-17 přezdívaný „Flying Fortress“ (Létající pevnost). Přezdívku získal podle své těžké výzbroje, která jej měla chránit při útocích německých stíhaček během denních náletů. Stal se legendou mezi bombardéry druhé světové války, ačkoli jej B-24 Liberator předehnal kvalitou a výkonem. Jakožto nejnovější druh těžkého bombardéru dosahoval vyšší rychlosti, delšího doletu a unesl více munice než jednodušší a obratnější Flying Fortress.:63 O několik měsíců později řady amerických bombardérů operujících ve střední Evropě doplnil střední bombardér B-26 Marauder. Pro boje v západní a střední Evropě však nebyl vhodný, jelikož byl původně konstruován k operacím v jihozápadním Pacifiku, kde nečelil tak silné nepřátelské obraně a nemusel být proto moc obrněný.:61
Výše zmíněná kombinovaná vzdušná letecká ofenziva byla schválena direktivou o spojené bombardovací ofenzivě vedené náčelníky obou štábů Combined Chiefs nazvané Pointblank. Americké bombardéry se však nepoučily předešlým neúspěchem RAF a své denní nálety praktikovaly jako útoky na přesně vytyčené síle a očekávaly, že by britské bombardéry nalétávaly na stejné cíle ještě v noci, což jim přinášelo nemalé ztráty.:131–132
Za rok náletů v rámci Operace Pointblanku byly ztráty obou leteckých armád znepokojivě výrazné. Naopak německý průmysl přes ohromné oběti a vyčerpávání státních ekonomických zásob dokázal válečné škody nahrazovat. Do konce roku 1944 německá průmyslová výroba stoupala ve všech svých odvětvích. I po likvidaci takových průmyslových obrů jako byly Kruppovy závody v Essenu se německý průmysl dokázal rychle vzpamatovat díky účinnému rozmístění důležitých produkcí do různých středisek. Když už nic jiného, mělo bombardování alespoň negativní vliv na morálku německých civilních obyvatel.:133
V druhé polovině roku 1944 začala opět čistě strategická ofenziva RAF a německá Luftwaffe i protiletadlová obrana začaly postupně slábnout. Od počátku roku 1945 už Německo prakticky nevyrábělo pohonné hmoty a bylo odříznuto k přístupu k nim. Pro nedostatek paliva nebylo dále schopné se nočním i denním náletům účinně bránit.:134–160

## Malé útoky v letech 1940–1942

### 1940
Aktivita RAF nad územím prvorepublikového Československa i Plzně samotné byla sporadická. Důvodem byla vzdálenost od britských základen, neboť území Protektorátu včetně západně ležící Plzně bylo na samé hranici doletu tehdejších britských bombardérů, tedy přibližně 1200 kilometrů. Velká Británie disponovala pouze jedním typem letounu, který by byl schopen doletět na území protektorátu a poté zpět bez mezipřistání, a tím byl pouze dvoumotorový Armstrong Whitworth Whitley.:5 Na začátku války se činnost bombardéru AW.38 Whitley omezila na shazování protinacistických letáků, následně bylo utvořeno šest bojových letek, které byly připraveny k boji nad Evropou, nakonec však byl letoun natrvalo používán pouze k námořním průzkumům.

#### Zima 1940
V noci z 23. na 24. února 1940 odstartovaly dva bombardéry AW.38 Whitley 77. perutě RAF z francouzské základny Villeneuve.:270 Nad územím Protektorátu měly shazovat propagační letáky v prostoru mezi Plzní a Prahou,:270 reálně však některé letáky dopadly u Vlčí u Loun či v okolí Libochovic. Letáky byly nadepsané „Velká Británie českému národu“ a vybízely Čechy, aby nevěřili lžím, především německým zprávám o průběhu války. Toto shazování letáků bylo součástí několikatýdenní kampaně probíhající od poloviny února po první třetiny dubna. Server Vrtulnik.cz zmiňuje obdobný let v noci z 16. na 17. března 1940, kdy letouny AW.38 Whitley z 10. squadrony RAF, konkrétně K9035 a K9034, znovu shazovaly letáky nad Prahou a Plzní.

#### 21. října 1940
Na žádost československé exilové vlády v Londýně se RAF na podzim prvně pokusilo o nálet na Plzeň,:270 především kvůli strategickému významu Škodových závodů.:5 Provedením byla pověřena 58. peruť 4. bombardovací skupiny, která byla vybavená bombardéry AW.38 Whitley a vycvičená pro noční lety. Nálet proběhl v noci z 20. na 21. října 1940:270 jako součást větší operace 139 letadel proti různým cílům na území ovládaném Německem a Itálií. Ze základny Linton-on-Ouse severozápadně od Yorku odletělo v 19 hodin jedenáct letadel.:270 Žádná z posádek však nedokázala cíl najít, jen z několika letadel byly shozeny alespoň letáky, které se našly na Berounsku. Při návratu shodily bomby na příležitostné cíle v Německu.:270
Při návratu se plně ukázala vzdálenost Plzně od základny, když se tři letadla nevrátila pro nedostatek paliva. Whitley P5058 po úplném vysazení motorů nouzově přistál v zálivu Humber, v Lincolnshiru, při přistání se zranili dva letci. Letoun P5089 po vyčerpání paliva přistál nouzově na moři cca 6 km od pobřeží severního Norfolku, odkud byla nezraněná posádka vyzvednuta záchrannou lodí. Letoun T4171 byl sestřelen německým nočním stíhačem v Junkers Ju 88, šlo o první německý sestřel britského bombardéru nad Velkou Británií. Letadlo narazilo do strmého svahu na okraji vřesoviště v obci Botton Head, vznítilo se, přičemž tři členové posádky zemřeli na místě, další zemřel na následky zranění a jediný přeživší byl také zraněn.

#### 28. října 1940
Neúspěch předchozího náletu RAF neodradil, nálet měl být zopakován již 25. října, ale nakonec byl odložen na noc z 27. na 28. října.:23 Útok provedla 51. peruť 4. bombardovací skupiny, která se – poučená problémy s palivem – přesunula před startem mise ze své vzdálené základny v Dishforthu na bližší letiště Swanton Morley.:23, 24 Osm letounů AW.38 Whitley letících na Plzeň odstartovalo v rámci útoku celkem 82 letadel na různé cíle na Němci ovládaném území.:1 Ač se letadla dostala nad území původního Československa, posádky opět nenašly Plzeň nebo narazily na hustou oblačnost bránící identifikace cíle.:24 Jedna z posádek udávala po návratu úspěšné bombardování zbrojovky, ale pravděpodobně bombardovala naprosto jiný cíl na dosud neznámém místě, nejspíše v Německu.:24, 25 Škodovka během tohoto útoku nebyla bombardována. Vracející se letadla bombardovala příležitostné cíle v Německu a okupovaném Nizozemí, jedno z letadel se vrátilo s pumami na palubě.:24 Ač se vrátila všechna letadla, byl nálet jednoznačně neúspěšný.:25

#### 20. listopadu 1940
Velení RAF se rozhodlo zopakovat nálet v noci na středu 20. listopadu.:25 Velitelství si k provedení vybralo posádky z různých perutí 5. skupiny Bomber Command v okolí města Lincoln, které byly vybaveny upravenými bombardéry Handley Page Hampden.:25:25 K útokům na nepřátelské cíle odstartovalo 63 bombardérů, z toho osm na Plzeň, ale jeden letoun se pro poruchu brzo vrátil.:25 Počasí bylo po celou dobu nepříznivé a při klesání v domnělé cílové oblasti se na letadlech začala rychle usazovat námraza.:26 Dvě posádky bombardovaly domnělý cíl, ale minuly jej nejspíše o desítky kilometrů.:26 Zbylé bombardéry zaútočily při zpáteční cestě na náhradní cíle, jedno letadlo nesvrhlo žádnou pumu.:26 Mylné hlášení posádek o zásahu továrny vedlo ke zveřejnění zprávy o úspěšném útoku, které u protektorátních posluchačů znalých nedotčené Škodovky vyvolávalo rozčarování a narušovalo důvěru v britské zprávy.:26

### 1941
Prohra Německa v letecké bitvě o Anglie a upuštění od invaze na britské ostrovy vzbudily v Protektorátu naději, která byla v létě povzbuzena invazí Německa do Sovětského svazu. Přesvědčení, že se situace obrátí a sovětský lid ve Velké vlastenecké válce zvítězí, aktivizovalo odboj. V září se však stal zastupujícím říšským protektorem Reinhard Heydrich, který měl představu o konečném řešení české otázky. Okamžité vyhlášení stanného práva zahájilo první heydrichiádu, období teroru, při které byli popraveni již věznění účastníci odboje, zatčen předseda vlády Alois Eliáš a při které probíhalo intenzivní zatýkání a po rychlých rozsudcích popravování. Těžké německé represe otřásly československým odbojem i všeobecným odporem natolik, že Češi byli v zahraničí vnímaní jako spokojení příslušníci Říše, prakticky bez vnitřního odboje[zdroj?].

#### 29. října 1941

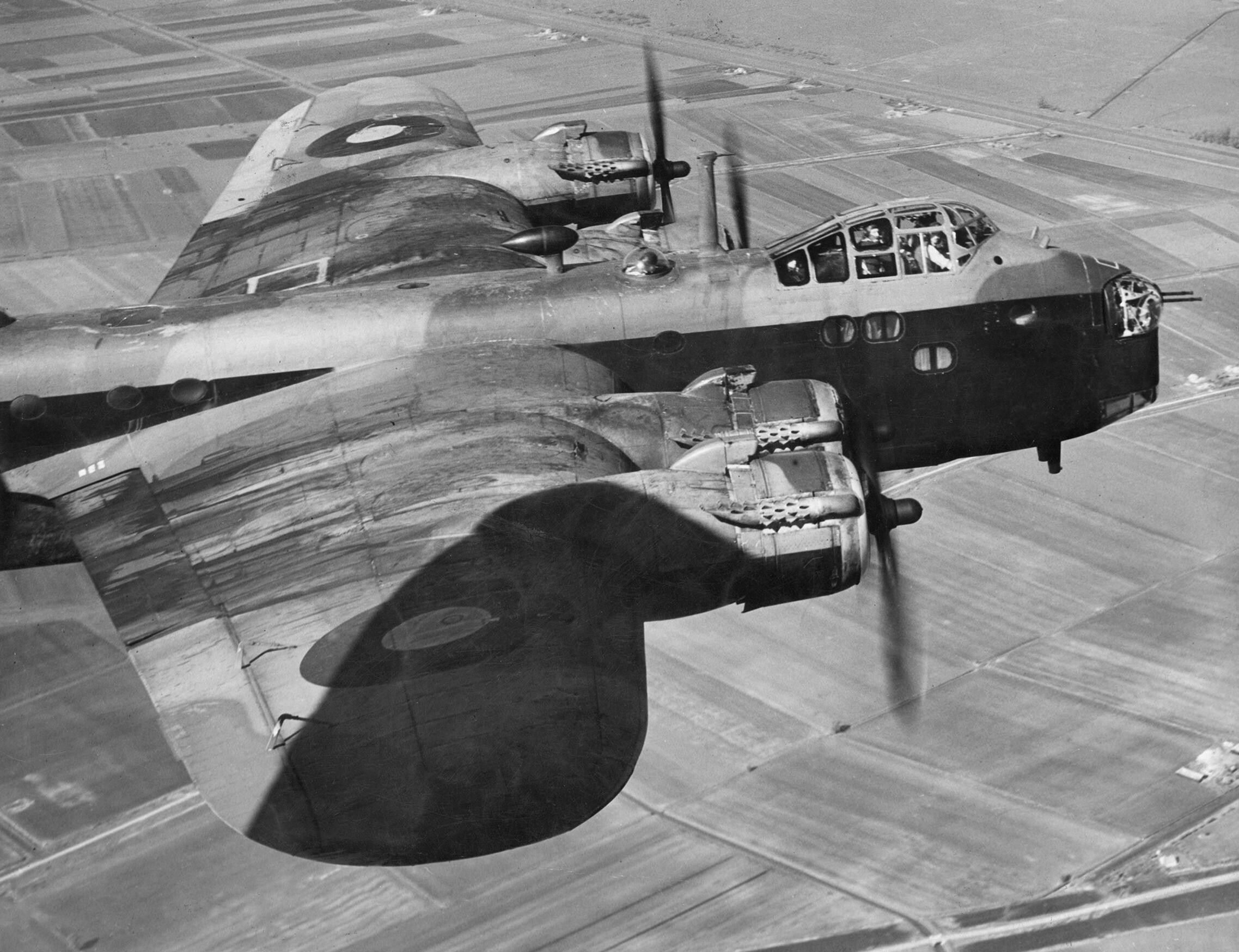
Short Stirling 1651. přeškolovací jednotky těžkých letounů

Další nálet inicioval exilový prezident Edvard Beneš na podzim 1941, protože měl zájem o demonstrativní akci u příležitosti státního svátku.:26–27 K provedení útoku byla zvolena 15. bombardovací peruť 3. skupiny, která od dubna 1941 používala nové čtyřmotorové bombardéry Short S-29 Stirling.:27 V podvečer 28. října odstartovalo pět Stirlingů,:27 jedno z letadel se však pro poruchu motoru vrátilo.:27 Zbylá letadla provázely po celou dobu silné větry a značný mráz, nad územím Protektorátu se přidala souvislá hustá oblačnost znemožňující nalezení cíle.:27 Posádky se dostaly do vzdálenosti 20 km od cíle, bomby neshazovaly, jen propagační letáky a vydaly se na zpáteční cestu, při které bombardovaly německé cíle.:27 Jedno z letadel se vrátilo prostřílené, další přistálo tvrdě po poruše dvou motorů.:27

### 1942
Datem prvním skutečného náletu na město byl 26. duben 1942, jehož přípravy se účastnili i českoslovenští parašutisté. Nálet skončil nezdarem a proto byl s krátkým odstupem zopakován, též neúspěšně. Škodovce se zásahy vyhnuly, zasažené byly jen některé oblasti Plzně. Letecké nálety komplikovala kromě navigace plzeňská protiletecká obrana, kterou zajišťovala Flak-Untergruppe Pilsen západní Čechy, jejíž částí byl i Flak 88 u obce Vejprnice či jednotka Wehrmachtu obsluhující světlomety u Radčic.:5–7

#### 26. dubna 1942
Dubnový nálet byl na přání Edvarda Beneše společnou operací RAF a československého odboje, jejímž hlavním cílem měly být znovu Škodovy závody a dalším cílem seřaďovací nádraží. Do akce byli zapojeni českoslovenští parašutisté ze skupin Out Distance, Anthropoid a Silver A, kteří měli pomoci s navigací letounů na cíl nad zatemněným městem s využitím radiomajáku a ohňů u továrny.:270–272 V noci 25. dubna odstartovalo z Británie 128 letounů, z nichž šest Stirlingů z formace 218. peruti 3. skupiny RAF zamířilo nad Plzeň, jeden z bombardérů byl sestřelen nad územím Německa. Při vyhlášení leteckého poplachu byla nad městem těžká oblačnost.:270–272 Parašutisté následně zapálili dvojici stodol, mezi nimiž měl být cíl bombardování. Na přelétávající letadla zaútočila opakovaně protiletecká obrana.:2 Z bombardérů, které několikrát přeletěly pod palbou město i továrnu, byly vystřeleny osvětlovací rakety. Navigační ohně viděli jen z jediného letadla, bomby byly cíleně svrženy také jen z jediného letadla, ostatní posádky bombardovaly naslepo. Žádná z pum nezasáhla výrobní provozy Škodovky a ani seřaďovací nádraží, dopadly např. u Božkova,:270–272 u zahradnických skleníků na Lochotíně či u baterie děl u Mže, poškozeny byly domy v Božkově, na Letné, Doubravce a v Doudlevcích.:270–272 Během útoku nebyl nikdo zabit ani zraněn.

Parašutisté působící v Plzni
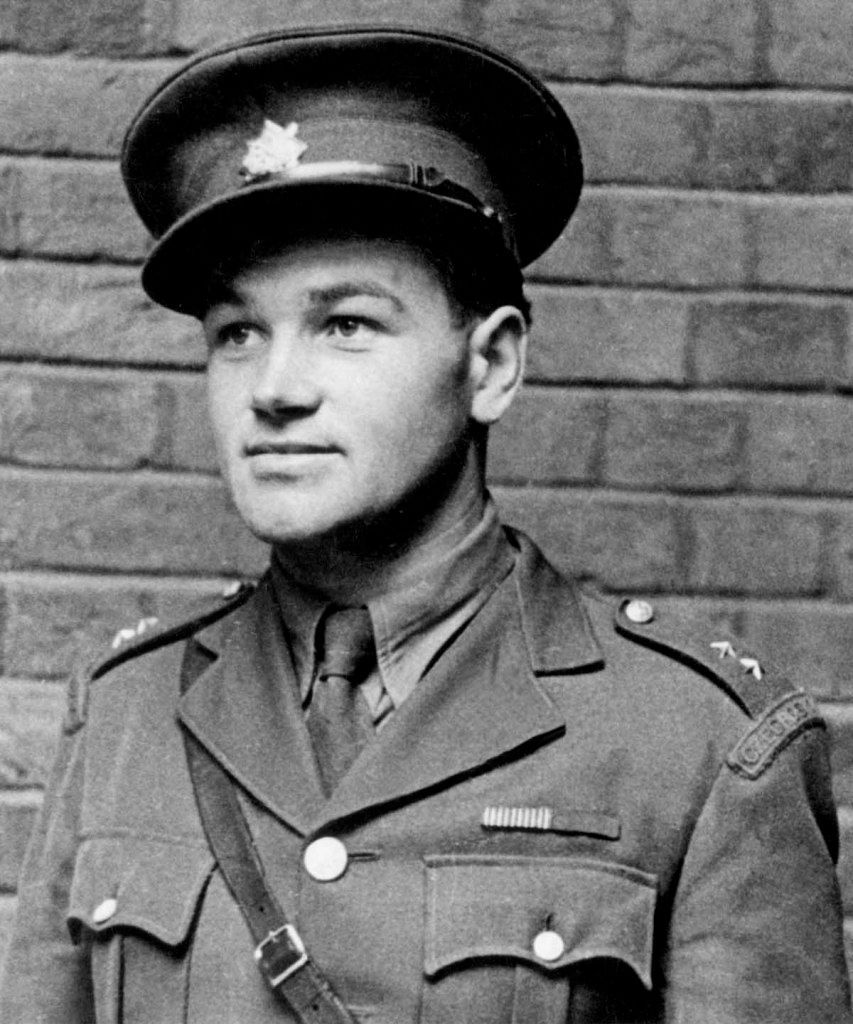
Jan Kubiš
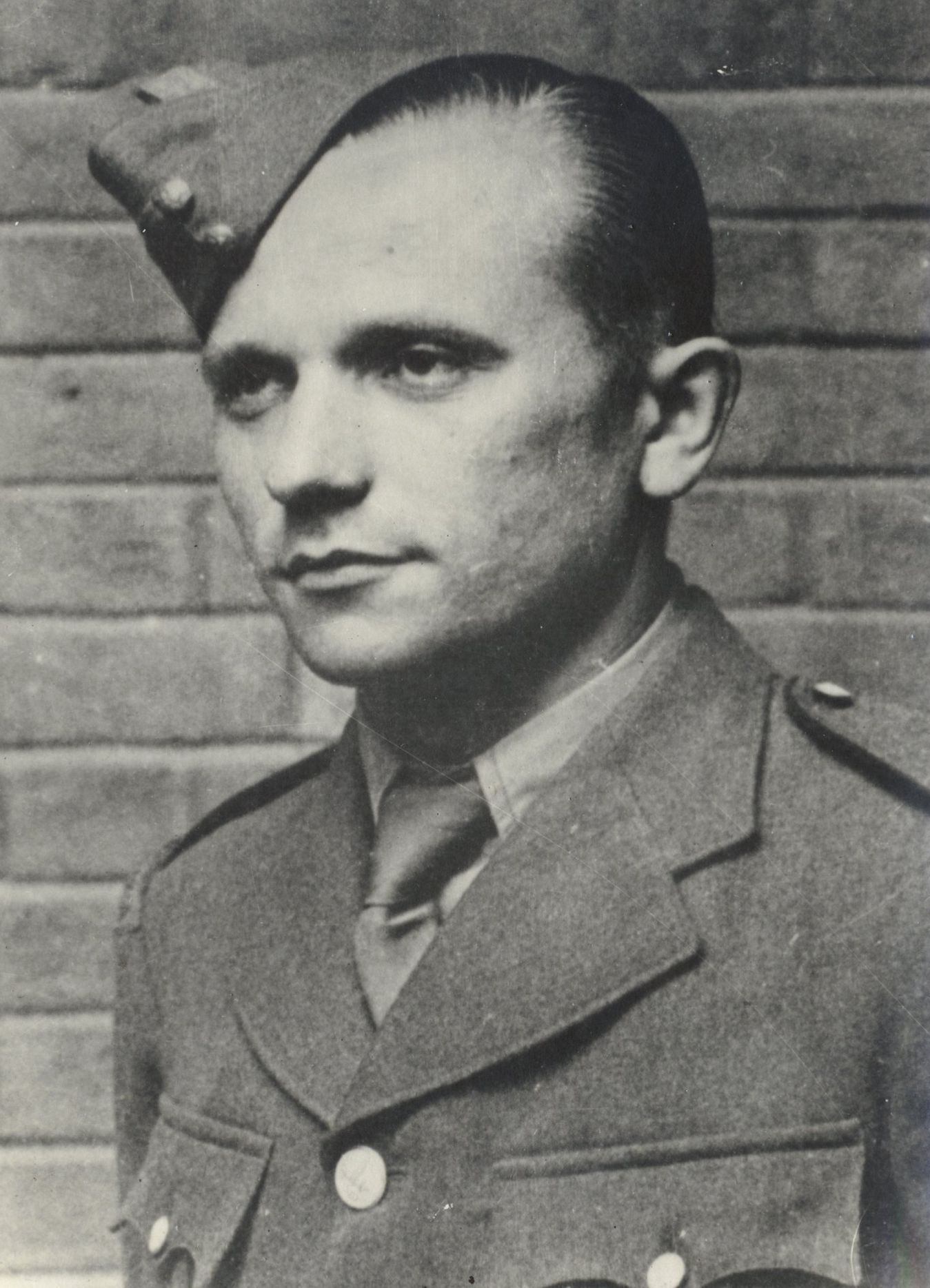
Jozef Gabčík
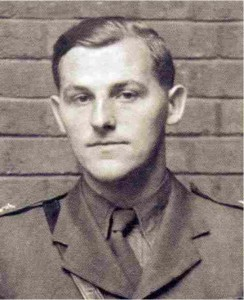
Adolf Opálka
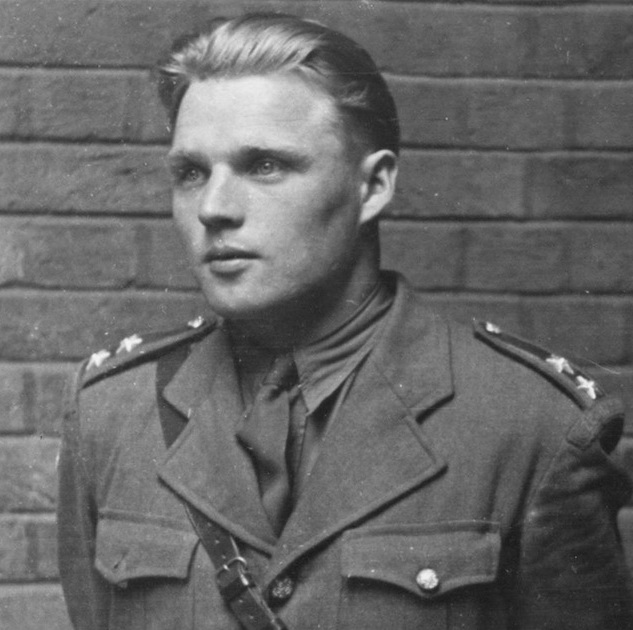
Josef Valčík
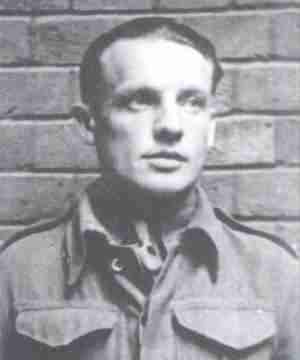
Karel Čurda

Neúspěch operace zklamal parašutisty, rozčarovaní byli i dělníci Škodovky, kteří připravovali vlastní sabotáž. Nepříjemnou dohru akce přinesla zrada parašutisty Karla Čurdy, kvůli které byla většina plzeňských pomocníků parašutistů během heydrichiády dopadena gestapem, krutě vyslýchána, odsouzena k trestu smrti a nakonec 24. října 1942 popravena v koncentračním táboře Mauthausen.

#### 5. května 1942
Protože letecký útok z konce dubna byl neúspěšný, požádal parašutista Alfréd Bartoš exilovou vládu v Londýně o zopakování náletu, ale parašutisté už nechtěli riskovat prozrazení při opětovném vyznačením cíle. Nálet mělo provést 6 bombardérů Stirling opět z formace 218. peruti 3. skupiny RAF, ale jedno z letadel pro závadu nevzlétlo.:273–274:30 Navigaci nad Čechami 5. května komplikovala nízká oblačnost.:30 Letadla několikrát přelétla Škodovku, dvě z nich bombardovala v oblačnosti naslepo.:30 Jedno z letadel bombardovalo domnělou elektrárnu, bylo ale zachyceno světlomety a následně zasaženo střelbou z flaku, po které posádka nouzově odhodila bomby.:30 Dvě zbylá letadla pro nemožnost jednoznačně zaměřit cíl bomby nad Plzní neshodila,:30 jedno z nich bombardovalo až město Mannheim. Při návratu se jedno z letadel dostalo do souboje s německým stíhačem a po poškození muselo nouzově přistát na jiném britském letišti.:30 Další letadlo se nejspíše po zásahu střelou zřítilo do ulic Frankfurtu nad Mohanem, přičemž z posádky přežil jediný letec.:30 Náletem způsobené škody v Plzni byly zanedbatelné, nikdo nezemřel a ani nebyl zraněn,:273–274 domnělá bombardovaná elektrárna byla plavírna kaolinu u Krkavce.:31
Po náletu byli parašutisté požádáni o sdělení výsledků náletů, načež parašutisté informovali o dopadech pum, nepřesně o škodách a též o posílení protiletecké obrany Plzně, pro které doporučovali zvolit příště jiný cíl.:273–274:31 Zároveň byl nad Evropu vyslán průzkumný letoun Mosquito, aby nafotil města Drážďany, Plzeň a Řezno.:33 Jednalo se do té doby o nejhlouběji pronikající průzkumný let spojeneckého letadla nad okupovanou Evropou.:273–274 Pořízené snímky města ukázaly, že Škodovy závody nebyly zasaženy.:33

### Neúspěchy náletů v letech 1940 až 1942
Neúspěšnost náletů na Škodovy závody v první polovině války byla dána především problematickou navigací letadel při nočních letech na tak velmi vzdálený cíl.:273–274 Letci byli odkázáni na vizuální navigaci vyžadující jasnou noc s měsíčním svitem, zároveň ale neměli možnost zjistit meteorologické podmínky územím nepřítele.:273–274 Pokud měly lety nad Protektorát a zpět probíhat ve tmě noci, musely se uskutečnit za dostatečně dlouhé noci.:273–274 Slabý výsledek náletů určila neúčinná taktika bombardování menších cílů, pro kterou scházelo přesné zaměření cíle, i plánování náletů pro malé počty letadel, což pro rozsáhlý areál Škodovky nemohlo znamenat významnou hrozbu. Účinnost bombardování na území bývalého Československa byla snížena nutností zmenšit náklad pum ve prospěch přídavných palivových nádrží.:273–274 Malé skupiny letadel za nepříznivého počasí nenašly cíl, bomby shazovaly naslepo, omylem na jiná místa nebo při návratu bombardovaly příležitostné cíle.:273–274 Zásahy trpěly městské civilní objekty a obyvatelstvo. Ztráty letců i materiální ztráty byly v zásadním nepoměru k netknuté Škodovce, ve které se nadále bez komplikací pro Německo vyráběla válečná výzbroj i výstroj.

## Velké útoky 1943, 1944 a 1945

### 1943
Na přelomu let 1942 a 1943 Velká Británie uvedla k činnosti nové typy letounu, Avro 683 Lancaster a Handley Page Halifax, které zlepšily technické a navigační vlastnosti předešlých letadel. Delší dolet umožňoval zvyšovat frekvenci náletů a pouštět stroje hlouběji nad území střední Evropy. Změnila se také strategie bombardování RAF směrem k soustředěným útokům stovek bombardérů na jeden či několik málo cílů.:274–277 Několik set letadel při cestě na cíl lépe odolávalo obraně nepřítele a účinek útoku byl zničující.:274–277 Jiným zlepšením bylo zařazení letadel s palubními radary z elitní perutě RAF Pathfinders Force na čelo formace, které ji navigovaly a řídily zahájení bombardování. I přes tato zlepšení se dubnový i opravný květnový nálet na Plzeň roku 1943 opět minul účinkem. Pravděpodobně kvůli navigační chybě byla Škodovka zaměněna s psychiatrickou léčebnou v nedalekých Dobřanech. Bombardování jiného cíle si vyžádalo mnoho civilních obětí a Dobřany se staly první bombardované obce na českém území v průběhu druhé světové války. Opakovaný nálet také nepřinesl kýžený výsledek a další nálet na Plzeň proto v roce 1943 neproběhl.

#### 17. dubna 1943 – Dobřany
Dubnový útok byl součástí probíhající letecké bitvy o Porúří.:23 Vrchní velitel bombardovacího letectva Arthur Harris vyslal večer 16. dubna nad kontinentální Evropu téměř 600 letadel, v té době jeden z největších bombardovacích svazů historie. Na Plzeň letělo 327 letadel,:8 konkrétně 197 Lancasterů a 130 Halifaxů,:389 zbylá letadla mířila na továrny v Mannheimu a okolí. Posádky bombardérů, vedle britských také kanadské, australské a novozélandské,:9 byly zkušené, vylepšena byla i strategie, kdy proud letadel neletěl přímo na Plzeň, ale s využitím navigátorů několikrát změnil směr, aby nepřítel nedokázal odhadnout cíl. Nad kontinentem měla letadla letět ve výšce pod 600 metrů a teprve před cílem rychle vystoupat do bombardovací výšky 2,7 km. Jasná noc umožnila aktivitu nočních letců i protivzdušné obrany, desítky letadel byly sestřeleny již při přeletu k Plzni, nad kterou doletělo jen 291 letadel.:274–277 V oblasti Plzně došlo nejspíše k chybě v navigaci a pod tlakem protivzdušné obrany a pátrajících světlometů bylo označení cíle shozeno jihozápadně od Plzně.:274–277 Jako cíl byl chybně zvolen areál psychiatrického ústavu v Dobřanech připomínající továrnu. Dalším cílem se stala nedaleká kasárna s výcvikovým střediskem wehrmachtu.:23
Nálet byl zcela neúspěšný: přestože měl bombardovací svaz sílu srovnat Škodovku se zemí, pro záměnu cíle nezpůsobil v továrně žádnou škodu.:9 Záměna cíle zůstala nevysvětlena a je připisována kombinaci několika faktorů.:23 Britské letectvo o záměně cíle nevědělo a po vyjádření letců při návratu vydalo ministerstvo letectví zprávu o zničení Škodových závodů.:274–277 RAF ztratila během útoku celkem 36 letadel,:9 zahynulo 199 členů posádek a 52 vojáků se stalo válečnými zajatci, což znamenalo dosud nejhorší ztráty RAF za jedinou noc. Lancaster s registrací OL-C (R5622) patřící k 83. peruti RAF byl nad Plzní zasažen palbou a při pokusu o nouzové přistání se zřítil na okraji Dobřan, posádka zahynula. Jednalo se o první sestřelené vojenské letadlo a o první zemřelé spojenecké vojáky na českém území.
Nálet byl také prvním bombardováním strategicky nevýznamných obcí bez podstatných podniků na českém území. Dopadající pumy způsobily velké škody na civilních objektech a při útoku zemřelo více než 250 civilistů.:9 V nejpostiženějších Dobřanech zemřeli pacienti léčebny, desítky dalších civilistů a němečtí vojáci, zůstala stát jen čtvrtina z 746 domů, přes 1100 lidí přišlo o střechu nad hlavou, poškozená byla pole a louky okolo města. Provoz léčebny byl kvůli zničeným a poškozeným budovám paralyzován, přežilí pacienti byli evakuováni přes věznici na Borech do léčebny Kosmonosy a nemocnice Bohnice. Velké škody včetně lidských obětí způsobil nálet v blízké Nové Vsi, poškozené domy byly také v Křimicích.
Obyvatelé obcí v zasažené oblasti museli povinně hledat nevybuchlé pumy a zahazovat krátery po výbuších.:274–277:9 Ihned po náletu se rozběhla oprava a obnova města Dobřany, které se účastnila místní a plzeňská vojenská posádka, váleční zajatci a francouzští civilisté. Z Liberce přijelo přes 170 řemeslníků, další byli najatí z jiných měst. Jen nevyhnutelné opravy stály 10 miliónů říšských marek. Některé opravy budov a nahrazení provizorních řešení probíhaly desítky let po náletu včetně 21. století. V Nové Vsi po náletu začali stavět protiletecké kryty, poškozené budovy opravovali až do roku 1944.
Chybný útok britských bombardérů využily německé úřady k protispojenecké propagandě a o útoku natočily dokumentární film. Památku nejen obětí náletu připomíná od května 2015 pomník Slza války sochaře Václava Fialy umístěný na náměstí T. G. Masaryka v Dobřanech. Na paměť kanadských letců, kteří při tomto útoku zahynuli, bylo pojmenováno několik jezer v Kanadě.

#### 14. května 1943 – Radčice
Během jarních náletů na německé město Essen, kdy byly notně poškozeny Kruppovy závody, byl německý zbrojní průmysl citelně zasažen. Řada pracovníků byla proto přesunuta do Škodovky, v níž v dubnu 1943 dosáhli počtu 67 tisíc pracovníků. Obyvatelé Plzně po předchozím neúspěšném náletu očekávali jeho opakování a snažili se na něj připravit.
V noci ze 13. na 14. května se nad Plzeň vydalo 168 bombardérů RAF (156 Lancasterů a 12 Halifaxů), navigaci na cíl však zvládlo jen 60 letadel.:277–280 Půl hodiny po půlnoci 14. května bylo nařízeno zatemnění oken, vyhlášena pohotovost protivzdušné obrany a v sousedství Škodovky začaly zamlžovače vytvářet hustý dým pro ukrytí budov. Nálet začal v 1.12 shozením osvětlovacích pum, trval přibližně 45 minut.:277–280 Shozeno bylo celkem 280 trhavých, 34 světelných, 25 značkovacích a 30 ostatních bomb,:277–280 Nejspíše kvůli chybné navigaci většina bomb dopadala mimo areál Škodových závodů, postižen byl pás od Valchy, přes letiště na Borských polích, vnitřní město, Skvrňany, obec Radčice, po Košutku. Pro nedostatečné zasažení primárního cíle, poškození obydlených míst včetně zničení Radčic, civilní oběti a ztrátu 9 letadel s posádkami byl nálet RAF hodnocen jako neúspěšný. Dva nezdařené nálety odradily Brity od opakování náletu.:277–280
Při náletu zemřelo přibližně 30 lidí a okolo 100 lidí bylo zraněno, zničeno bylo 39 domů, neobyvatelnými se stalo 101 dalších domů a na 2217 budovách vznikly lehké škody.:277–280 Většina síly útoku zasáhla katastr obce Radčice, na který dopadlo okolo 300 pum.:10 Bez mála všechny domy vsi byly poškozené, sedm usedlostí bylo zcela zničeno a při náletu zemřelo 17 osob.:10 Rozsáhlé škody vznikly v obecním lese, kde jsou dosud dochované některé krátery po explozích. Pohřeb většiny obětí náletu v Radčicích se konal na místním hřbitově a měl charakter státního pohřbu, kterého se zúčastnilo několik tisíc lidí z okolí,:12 oběti dosud připomíná pomník před hřbitovem.
Ve Škodovce bylo poškozeno celkem 93 objektů, ale významně bylo zasaženo jen několik objektů a výroba pokračovala bez přerušení.:277–280 Ve škodovácké dělnické čtvrti Karlov sousedící s továrnou byl zasažen protiletecký kryt, výbuch zabil nejméně 8 lidí a okolo 50 zranil, pumy a následný požár silně poškodily učňovský domov.:277–280 Čtvrť Skvrňany, přiléhající k továrně na opačné straně, byla citelně poničena v okolí ulic Křimická a Domažlická, poškozena byla i tamní škola.:10:277–280 Ve středu města byly poničeny bloky v okolí dnešní Poděbradovy ulice, nejvíce byla poškozená tiskárna Grafika. V Bezovce a okolo Klatovské třídy měla většina domů rozbitá okna a poškozené střechy. Na Severním Předměstí bylo poškozeno okolí Karlovarské třídy, včetně přiléhající vilové čtvrtě a dělnické kolonie Malý Berlín, zničen byl Pecháčkův statek na Vinicích a poškozeny zelinářské zahrady pod Lochotínem.:277–280 Dvojice lesních požárů od značkovacích pum zničila 2500 m² lesa.:277–280 Velkoryse pojatý pohřeb plzeňských obětí náletu proběhl 18. května, pietní shromáždění se ale posunulo v demonstraci kolaborantství.:277–280 Protektorátní tisk se bombardování obsáhle a opakovaně věnoval, nálet posloužil k radikalizaci kampaně proti světovému židovstvu a londýnské emigrantské klice.:350–351
Desítky shozených leteckých pum nevybuchly a musely být zlikvidovány pyrotechnikem.:10–11 Obyvatelé byli vyzváni k okamžitému úklidu,:10–11 v Radčicích na opravách poškozených domů pracovalo více než 100 dělníků téměř do konce roku 1943.:12 Na pomocné práce byli povoláni plzeňští středoškoláci, :183–184, 193 kromě úklidu pracovali na výkopech protileteckých krytů a požárních nádrží, přičemž práce probíhaly i během následujícího školního roku.:222–223 Okupační správa po náletech zesilovala protileteckou a civilní ochranu. Obyvatelé Plzně si uvědomili riziko náletů na blízkou zbrojovku, někteří se začali stěhovat do okolí Plzně či na venkov, odkud dojížděli za prací vlakem.

### 1944
V předchozím roce 1943 se válka dostala do své druhé poloviny a ta přinesla změnu ve vedení vzdušné války nad střední Evropou. K RAF se totiž oficiálně připojily 8. a 15. letecká armáda USAAF. Společným úsilím obou letectev se stala likvidace veškerého německého, nebo Německu patřícímu průmyslu a vojenského potenciálu. Na počátek roku 1944 bylo naplánováno provedení operace Argument, která měla během týdne přinést nejničivější sérií spojeneckých náletů vůbec. Výsledek akce byl však polovičatý: podařilo se vylákat mnoho německých letadel do vzdušných soubojů, kde byla zničena, ale nepovedlo se zlikvidovat německý průmysl a podkopat morálku německých civilistů.
Přiblížení fronty k Plzni usnadňovalo operace spojeneckých letounů a umožňovalo zvyšovat počet útoků, na něž museli Němci reagovat posilováním protileteckého dělostřelectva, i když jeho jednotky byly z nouze tvořeny mládeží. V Plzni a okolí přibyly světlomety a protiletadlová děla. V průběhu roku se po spojeneckých útocích na rafinérie a skladiště Německo potýkalo s nedostatkem leteckého benzínu, což výrazně ochromilo Luftwaffe.:282–284 Také velké průmyslové koncerny Německa již nefungovaly, zbylý provoz byl rozptýlen a často přesunutý do podzemí. Oproti tomu Škodovy závody udržovaly výrobní standard a jejich význam pro Německo značně rostl. Na podzim 1944 musela Třetí říše odrážet na východu útok postupující Rudé armády, od jihu se přes Itálii přibližovaly americké a britské jednotky a po letním vylodění Spojenců v Normandii se otevřela západní fronta. Výkon zbrojního průmyslu byl pro německé velení důležitý a ministr zbrojního a válečného průmyslu Albert Speer dokázal zvedat jeho produkci.

#### 22. února 1944

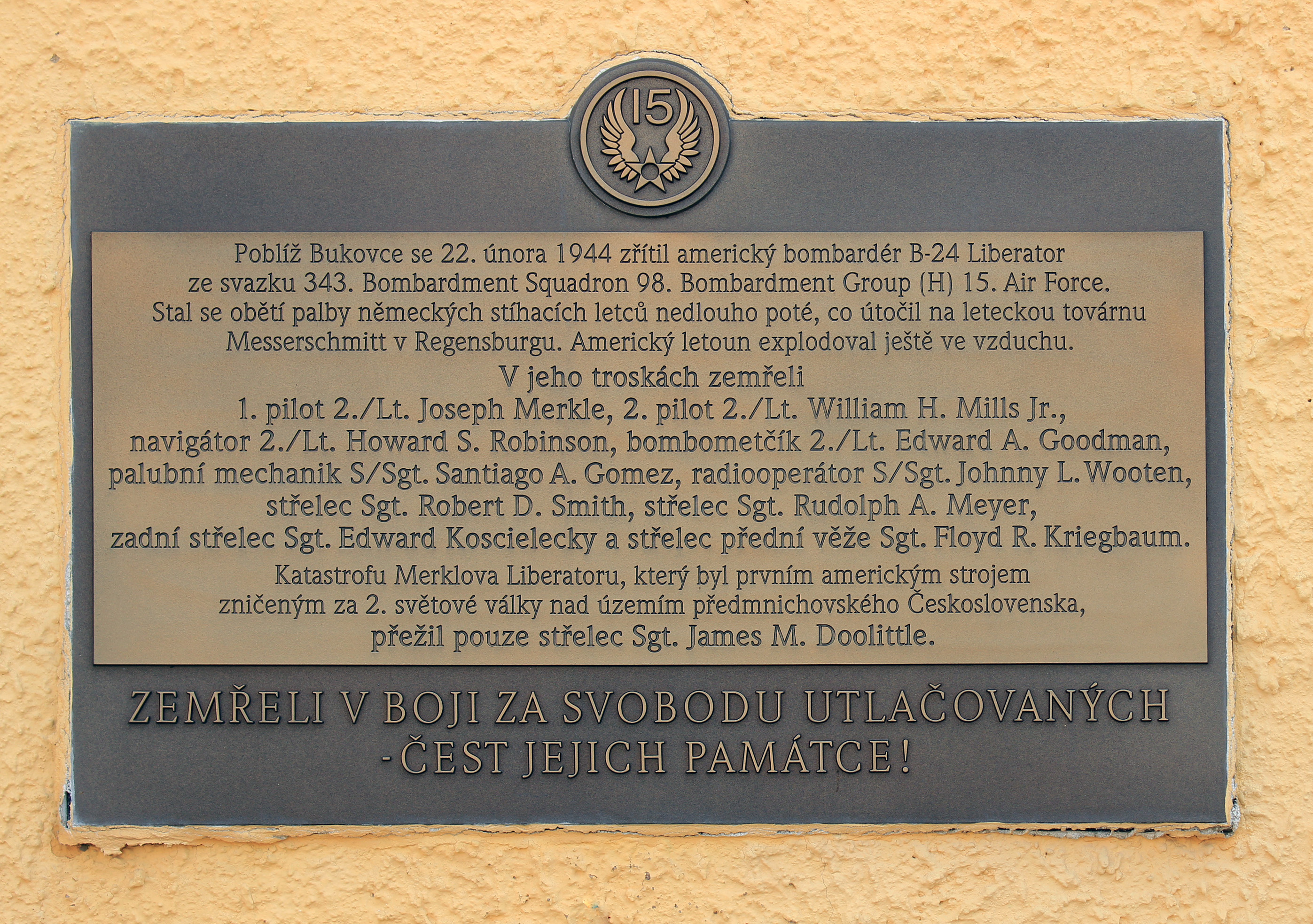
Pamětní deska B-24H 42-64483 v Bukovci

Od náletu v květnu 1943 panoval nad Plzní klid, ale častá přítomnost Spojenců nad Německem vyvolávala letecké poplachy, protože cíl útoku nebyl dopředu zřejmý.:281–282 Obyvatelé ukrývající se stále častěji do krytů byli nervózní v očekávání dalšího náletu na Plzeň.:281–282 Čekání ukončila operace Argument, při které z jižní Itálie 22. února odstartovalo k dennímu náletu 183 bombardérů B-24 Liberator a B-17 Flying Fortress 98. bombardovací skupiny 15. letecké armády, kterou doprovázelo 185 stíhaček P-38 Lightning a P-47 Thunderbolt.:281–282 Nálet cílil na továrny Messerschmitt v Bavorsku, kvůli špatné viditelnosti u Řezna část bombardérů zamířila k sekundárním cílům operace, již bez doprovodu stíhaček.:281–282 Nad Plzeň dolétlo postupně 36 spojeneckých bombardérů, první letka se nad městem objevila ve 12.45.:281–282 Pumy dopadaly na areál Škodovky v Bolevci, další dopadly v širokém okolí města.:281–282 Konec náletu byl v Plzni ohlášen ve 13.25.:281–282 Podle průběhu a rozsahu útoků se vysuzuje, že shoz pum na Plzeň byl jen náhodný a jeho cílem bylo se zbavit výbušnin.
Americké bombardéry vzbudily pozornost německého letectva, které za nimi vyslalo stíhačky Messerschmitt Bf 110G-2. Prudká letecká bitva skončila sestřelením tří liberátorů (B-24H 42-64483 u Horšovského Týna, B-24J 42-73138-U „Miss Fortune“ u Nepomuku a B-24D 42-40662 u Prachatic) a čtyř Messerschmittů. Vedle jednoho Němce zahynulo 20 amerických letců, kteří padli jako první Američané v Protektorátu. Další američtí letci padli do zajetí. Památku padlých letců připomínají pomníky, pamětní desky a expozice v Městském muzeu a galerii Nepomuk.
S výjimkou letců se nálet obešel bez obětí a raněných a způsobené škody byly zanedbatelné: Škodovy závody účtovaly za škody vzniklé na střelnici a v okolí 6010 korun.:281–282 Vzhledem k obětem mezi letci byl nálet značně neúspěšný.

#### 16. října 1944
Další nálet nastal až na podzim, kdy proběhl denní nálet 15. letecké armády USAAF. Ta vyslala z jihu Itálie téměř 600 bombardérů na cíle v Rakousku a bývalém Československu. Část bombardérů zamířila na chemické závody u severočeského Záluží a část na Škodovku. Před rozdělením těchto částí se k nim připojilo přes 100 stíhacích letounů P-51 Mustang. Proti bombardovacímu svazu vystartovaly německé stíhače, což rozpoutalo leteckou bitvu s těžištěm v okolí Jesenice na Rakovnicku, některé souboje proběhly u Horažďovic. Američtí letci bitvu vyhráli beze ztráty, zatímco německé letectvo zaznamenalo více než 20 sestřelů a nouzových přistání, 4 mrtvé a další těžce raněné.
V Plzni se sirény leteckého poplachu rozezněly po 11. hodině a nad město přilétlo přes 60 bombardérů.:282–284 Do areálu Škodovky dopadlo 24 pum, dalších zhruba 200 půltunových pum dopadlo mimo areál továrny,:282–284 přičemž většina zasáhla Slovanské údolí a Skvrňany. Další z pum dopadly na Lochotín, Roudnou, na Hlavní nádraží, na areály a louky pivovarů, některé spadly v okolí Plzně. Ve 13.24 byl letecký poplach ukončen.:282–284
Při náletu zahynulo do 30 osob, zraněno bylo 61 osob.:282–284 Ve městě bylo zničeno 9 budov, dalších 11 bylo těžce poškozeno. O náhradu škody způsobené náletem požádalo 235 osob.:282–284 Poškozená byla např. škola na Karlově, velké škody zůstaly ve Slovanském údolí, lehce byly poškozené 4 domy na Lochotíně.:282–284
Ve Škodovce bylo poškozeno 74 budov (nová lokomotivka, dělovka, pérovna, slévárna lehkých kovů) a elektrárna, výbuchy způsobily řadu požárů.:282–284 Celkové škody přesáhly 79 miliónů korun, ale byly značně poškozené samotné budovy, nikoliv výrobní stroje v nich. Několik týdnů nebylo možné vyrábět stíhače tanků a odstranění škod probíhající do listopadu zaměstnalo stovky pracovníků.:282–284 V pivovaru Prazdroj bylo náletem přerušeno zásobování vodou, další škody byly menší a byly opraveny během několika dní. V sousedním Pivovaru Gambrinus byl poškozen ležácký sklep a kolny nad sklepem sloužící ke skladování stavebního materiálu.:282–284 Na nedalekém seřaďovacím nádraží byla poškozena výtopna a skladiště dřeva.:282–284

#### 23. října 1944
O týden později odstartoval z jihoitalských základen svaz 15. letecké armády USAAF o síle přibližně 500 bombardérů, aby zaútočil na cíle v bývalém Československu, Německu a v severní Itálii. Letadla mířící nad Německo a Protektorát doprovázely stíhací letouny. Letci se však nad Plzní setkali s nepříznivým počasím, které znemožnilo cílený útok, a nebyla proto na město shozena žádná puma.:284 Bombardéry zvolily náhradní cíle – již mnohokrát bombardované chemické závody u severočeského Záluží a město Cheb.:284 Tento nálet byl prvním velkým útokem na Cheb; zahynuly desítky lidí, další byli zranění a způsobil materiální škody na infrastruktuře a bytech.

#### 16. prosince 1944
Z jihoitalských základen znovu odstartovaly bombardéry 15. letecké armády USAAF s cílem v Plzni po necelých dvou měsících. Svaz 600 bombardérů s doprovodem stíhaček mířil také na cíle v Rakousku, v Čechách posádky letěly na chemičku v Záluží, Škodovku a na Ústí nad Labem.:284–286 Zhruba 40 minut po ohlášení možného nebezpečí byla Škodovka evakuována a za dalších deset minut, v 11.37, byl vyhlášen vzdušný poplach, který trval do 13.58.:284–286 Bombardéry přilétly nad Plzeň krátce po 13. hodině a jejich pumy dopadaly na rozsáhlé území od škodovácké zkušební střelnice u Bolevce po Doudlevce, na Bory, na vilovou čtvrť Bezovka, dělostřelecká kasárna, a nedaleké letiště na Borských polích, nicméně výrobní areál Škodových podniků nezasáhla jediná puma.:230:284–286
Při náletu zahynulo 20 osob a dalších 50 bylo zraněno,:360–362 zničeno bylo sedm domů, 22 domů bylo těžce poškozených, přes 500 domů bylo poškozených lehce.:284–286 Záchranné i úklidové práce komplikovaly výbuchy časovaných pum.:230 U Bolevce pumy poškodily testovací střelnici železniční trať na Žatec.:284–286 V Doudlevcích byla poškozená plynárna, což přerušilo dodávky plynu pro město, také kanalizace a lehce byla poškozená škodovácká Elektrotechnická továrna v Doudlevcích.:284–286 Těžce postižena byla vilová čtvrť Bezovka a další budovy byly poškozeny na Borech v okolí Klatovské třídy.:284–286 Kasárna Luftwaffe a další vojenské objekty mezi Bory a Škodovkou utrpěly škody, na borském letišti se vznítilo tankovací zařízení.:284–286 Do okolí Valchy dopadaly ojedinělé bomby, které poškodily železniční trať na Klatovy.:284–286

#### 20. prosince 1944
Když znovu odstartovaly bombardéry z jihu Itálie, šlo o pátý den v akcí za sebou, zatímco v Plzni ještě odklízeli škody po předchozím náletu a pohřbívali mrtvé.:360–362:232 Letecký svaz 454 bombardérů a více než 300 stíhaček mířil na průmyslové a dopravní cíle v Německu, Rakousku a v Protektorátu. Nad Plzeň zamířilo 75 bombardérů, výstraha před nimi zazněla v Plzni v 11.16, pracovníci Škodovky následně opustili podnik, v 11.37 zazněla siréna poplachu a letecký útok začal ve 12.22.:286–288 Bombardována byla Škodovka, letci se snažili zasáhnout i hlavní nádraží jako významný železniční uzel, ale bomby dopadaly do širokého prostoru mezi nádražím a historickým centrem.:232 Letecký poplach byl zrušen ve 13.40.:286–288
Při náletu zahynulo 103 až 131 osob, dalších více než 230 bylo zraněno.:286–288 Druhý nejvyšší počet obětí způsobený nálety si vyžádal pietní akci na hlavním náměstí.:286–288 Desítky budov byly zničené, několik stovek budov bylo poškozených.:286–288
Ve Škodových závodech bylo poškozeno 53 budov a objektů.:286–288 Mezi nejvíce poškozené budovy patřila dělovka a příslušná přejímací hala, soustružna střel, sklad ocelárny, lokomotivka, mechanické dílny, zasažena byla výrobna plyny, poškozená byla vodní a plynová potrubí a též koleje tovární trati.:286–288 Požáry hasili hasiči celou noc.:286–288 Poškození od výbuchů a následných požárů způsobila výpadky ve výrobě (v prosinci bylo dodáno 130 děl ráže 88 mm místo požadovaných 280 kusů), poškozené byly také díly a výrobky.:286–288 Při snaze vedení o co nejrychlejší odstranění škod se obnova výroby podle rozsahu poškození pohybovala od jednoho dne, po několik dnů až po výjimečné dva až tři měsíce.:286–288
Na hlavním nádraží zasáhlo šest pum kolejiště, což krátce zastavilo železniční provoz.:286–288 Severní sousedství nádraží bylo silně zasažené,:231 řada domů byla zničených či poškozených včetně budovy obecné a měšťanské školy Nad Hamburkem v Nádražní ulici.:286–288 Sousední areál Měšťanského pivovaru zasáhly exploze 21 pum, přičemž způsobily smrt 18 osobám a dalším 21 zranění, též rozsáhlé materiální škody na správních, výrobních i obytných budovách, produktovodech, skladovaném materiálu i zboží či na strojích.:286–288 Poškozena byla i ikonická Jubilejní brána. Těžké poškození pivovaru vedlo k zastavení výroby na tři dny. Západně od pivovarského areálu bylo na točně poškozeno několik trolejbusů, blízkým mostem U Jána prolétla puma, ale nevybuchla, ale dům v sousedství mostu byl zničen. Několika pumami byly zasaženy Městské lázně na Denisově nábřeží, které při náletu přišly o průčelí se sloupy.
Na levém břehu Radbuzy bylo v současné Pražské ulici těžce zasažené kino Hvězda, zničen byl dům čp. 9 a poškození si vyžádalo stržení dvojice domů v bloku zvaném U Zvonu.:231 Moderní budova policejního ředitelství, ve které sídlily okupační orgány včetně gestapa, byla zasažena a výbuch spolu s požáry poškodil tři patra.:231 V Šafaříkových sadech výbuch pumy poškodil část umělých hradeb u Západočeského muzea a v parku umístěné památky, škody vznikly i na muzeu a jeho sbírkách.:231:286–288 Hotelem Continental prolétla puma a explodovala až ve sklepě, který sloužil jako kryt nejen pro lidi z hotelu – zemřelo v něm 70 lidí.
Bombardování Škodovky bylo úspěšné, pokus o zničení železničního uzlu skončil neúspěchem s velkým počtem civilních obětí a rozsáhlými materiálními škodami mimo cíl.

### 1945
Na začátku roku 1945 bylo zřejmé, že Německo pomalu prohrává válku bez naděje na zásadnější zvrat na bojištích. Německá protiletadlová obrana byla v troskách, stíhacím jednotkám scházelo naprosto vše, naopak rostla vzdušná nadvláda i aktivita bombardérů Spojenců. Německo udržovalo zbrojní výrobu s velkými obtížemi v chodu, ale mělo potíže dopravit vyrobené díly i hotové zbraně po železnici, protože spojenecké nálety se začaly soustřeďovat na nádraží a vlaky. Pro Plzeň i celé jihozápadní Čechy znamenalo jaro roku 1945 stále narůstající počet útoků amerických vzdušných sil na strategické i taktické cíle, především nádraží a dopravní uzly. Očekávání velkých leteckých útoků na Plzeň ilustruje přechodné ukrytí Plzeňské madony v plaském klášteře, i když vzácná socha nikdy neměla opustit kostel sv. Bartoloměje.

#### 14. února 1945
Ve středu 14. února patřil vzdušný prostor nad Evropou americkým letcům: 9. letecká armáda USAAF vyslala přes 600 letadel a od 8. letecké armády vzlétlo 1377 bombardérů a 962 stíhaček, aby v Německu a na jím okupovaných územích zasáhly výrobu a distribuci pohonných hmot a železnici. Svaz 461 bombardérů a 281 doprovodných stíhaček mířil na Drážďany, ale pro špatné počasí zaútočilo na Drážďany jen 311 bombardérů, dalších 62 letadel zaútočilo na Prahu, 25 letadel na Most a 12 bombardérů na Plzeň.:288–289
V Plzni byl letecký poplach vyhlášen v poledne a trval do 13.46.:288–289 Útok 12 bombardérů z 8. letecké armády nebyl považován za vážný – ve Škodovce ani neproběhla evakuace.:288–289 Letadla přiletěla ve 12.50 a za deset minut bylo po náletu. Pravděpodobným cílem bylo seřaďovací nádraží, ale z necelých 30 tun shozených bomb řada zasáhla blízkou Roudnou.:288–289
V porovnání s předchozími nálety či náletem v Praze z téhož dne způsobil nálet malé škody. Přesto zahynulo 6 osob, jedna osoba byla raněná, zničené byly dva domy, další dva byly těžce poškozené a 36 budov bylo poškozeno lehce.:288–289 Na seřaďovacím nádraží bylo znovu zasaženo skladiště dřeva, Škodovka nebyla zasažena vůbec.:288–289

#### 17. dubna 1945

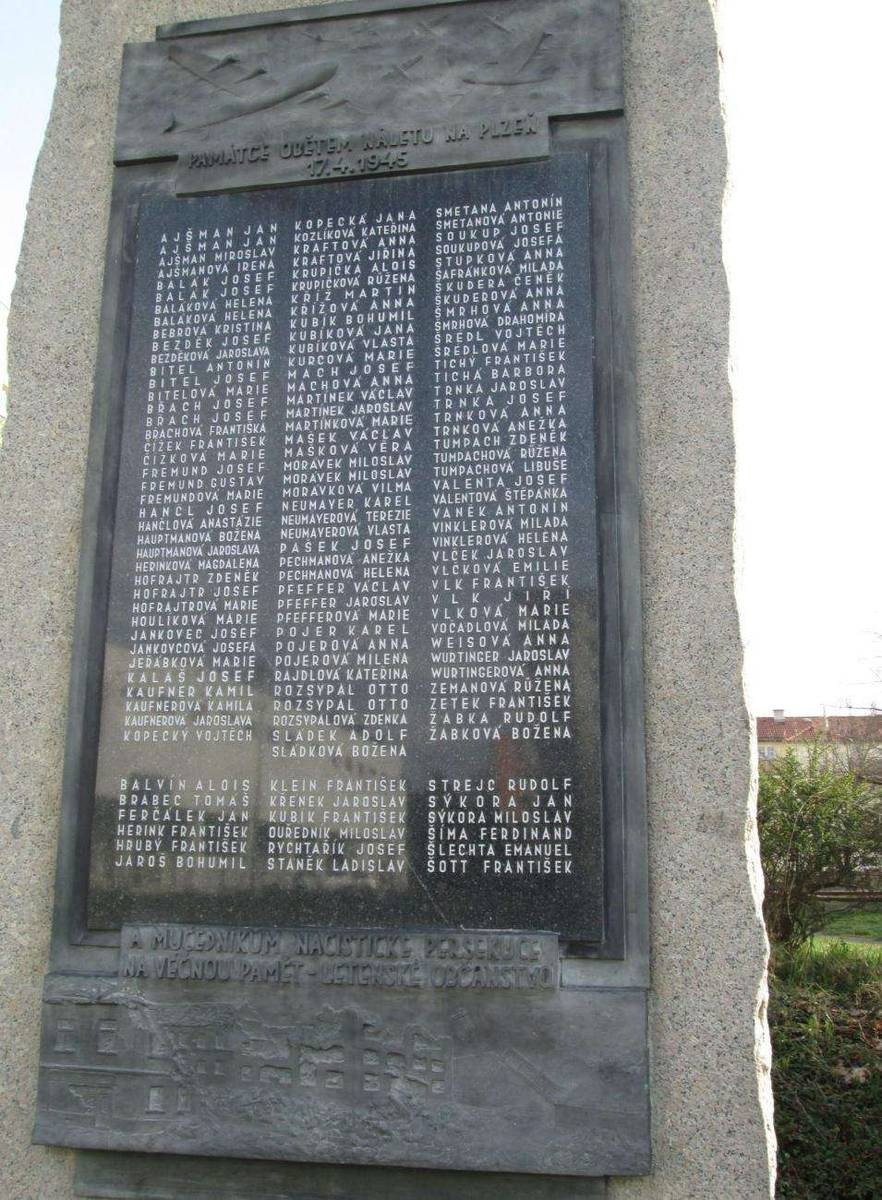
Pomník obětem leteckého útoku na Plzeň 17. dubna 1945

K leteckému útoku s cílem zničit komplex nádraží v Plzni odstartovalo 16. dubna z Velké Británie 222 těžkých a 11 lehkých bombardérů RAF.:289–291 Následujícího dne se ze severu přiblížily k Plzni, ve které byl ve 3.50 vyhlášen akutní letecký poplach. Nálet probíhal od 4.05 okolo 18 minut, během kterých letci shodili 3 tuny světlic na cíl a následně cíl bombardovali 895 tunami bomb.:289–291 Protivzdušná obrana na letadla útočila z flaků, ale nebyla úspěšná.:289–291
V důsledku náletu zahynul neznámý počet osob (velký počet, nalézání mrtvol během dvou měsíců, zemřelí na následky zranění), odhady se pohybují v rozmezí 600–850 mrtvých.:289–291 Zničeno bylo 120 domů a kolonie Cikánka, 154 domů bylo poničeno těžce a 2053 domů bylo poškozeno lehce.:289–291 Život ve městě byl rozvrácen, na školách se zastavila výuka.:271
Železniční komplex sestávající z Hlavního nádraží, nákladního a seřaďovacího nádraží byl tak zásadně poškozen, že železniční doprava přes město byla zrušena a nádraží nebylo použitelné do konce války. Zničeno bylo 60 kilometrů kolejí, přibližně 2000 vagónů a 85 lokomotiv, dalších 75 lokomotiv bylo vážně poškozeno.:289–291 Poškozena byla řada železničních budov včetně hlavní budovy nádraží, shořelo velké skladiště dřeva, explodoval vlak s municí.:289–291 Ve vlacích čekajících na odjezd a v protileteckém krytu zahynula spolu s železničáři řada uprchlíků, odhady se pohybují mezi 350 až 800 mrtvými, dalších 453 bylo zraněných.:289–291
Nepřesně shozené bomby zasáhly i okolí nádraží, což mělo tragické následky pro Jateční ulici a především nouzovou kolonii Cikánku v sousedství seřaďovacího nádraží, kde žilo okolo 500 rodin. Cikánka byla prakticky srovnána se zemí, při nešťastném výbuchu vedle podzemního krytu v něm zemřelo 80 lidí. Na Jateční ulici bylo zničeno 23 domů a 14 těžce poškozeno,:289–291 zničena byla městská jatka a továrna Západočeského řeznického a uzenářského družstva. Výbuchy leteckých pum byla poškozená tehdejší ves Doubravka, např. poničená kaple byla později stržená. domy na Letné či kostel sv. Martina a Prokopa v Lobzích.
Do areálů pivovarů, které leží v prostoru mezi hlavním a seřaďovacím nádražím, dopadlo mnoho bomb: do Měšťanského pivovaru 111 bomb a do areálu Gambrinusu 81 bomb.:289–291 V Prazdroji byla vyřazena elektrocentrála a poškozená byla řada provozů, bylo nevyhnutelné zastavit veškerou výrobu, kterou se podařilo obnovit 7. května 1945. V Gambrinusu byly následky ještě horší, od přerušených rozvodů vody, plyni i elektřiny přes znehodnocené suroviny, po zničené provozy a nevybuchlé bomby.:289–291 Následky si vyžádaly rozsáhlejší rekonstrukci a provoz byl obnoven až na konci listopadu.
Oběti náletu jsou stále připomínány – pomník v Partyzánské ulici, pamětní deska na doubravecké základní škole, pamětní deska u lípy učitelky K. Zajícové na Habrmannově náměstí, památník u Jateční ulice s pomníkem, pamětním kamenem a nevybuchlou 500librovou pumou, pomník v areálu jatek, pomník v areálu plzeňské vodárny a pamětní deska na Anglickém nábřeží. Jinou připomínkou masivního náletu jsou nevybuchlé pumy, které jsou s odstupem desítek let stále objevovány.
V porovnání s předchozími pokusy o poškození železničního uzlu byli letci RAF úspěšní, komplex nádraží byl zcela zničen, avšak i se svým okolím. Útok je považován za nejmohutnější, nejtěžší, nejničivější a nejtragičtější z náletů na Plzeň.:289–291

#### 18. dubna 1945
Den po těžkém bombardování plzeňského železničního uzlu se nad Bavorsko a Protektorát vydalo 767 bombardérů a 705 stíhaček 8. letecké armády USAAF. Letci museli kvůli špatnému počasí nad Českou kotlinou změnit plány a na české cíle pokračovalo 121 bombardérů v doprovodu 157 stíhaček. Výrazně opožděná skupina 21 bombardérů nečekaně zamířila na Plzeň, náhradním cílem mělo být nejspíše seřaďovací letiště, vzhledem k nočním náletu se předpokládá, že šlo o nádraží v Koterově.:291–292
Bombardéry přiletěly nad Plzeň ve 14.12, následně na ně zaútočila protivzdušná obrana střelbou z těžkého flaku.:69–70 Aby mohli letci prostor pod palbou urychleně opustit, odlehčili rychlým odhozením 62 tun bomb, které dopadly na městské části Slovany a Petrohrad.:69–70:291–292 Poplach k náletu skončil ve 14.51.
Odhození munice nad obytnou čtvrtí přineslo 79 lidem smrt a 24 dalších osob bylo těžce raněných.:69–70:291–292 Exploze pum zničily na 50 obytných budov, 29 domů bylo těžce poškozených a na dalších 134 domech byly lehká poškození – o náhradu škod žádalo 8220 osob.:69–70:291–292 Většina škod byla soustředěna do ulic Nepomucká (v současnosti Slovanská), Zahradní, Polní, Motýlí, Olšová, další domy byly poškozené v Květné, Kaštanové a v okolí Jiráskova náměstí, dále v ulici U Tržiště nedaleko Škodovky.:291–292 Vzhledem k likvidaci škod po náletu ze 17. dubna chyběly síly schopné pomoci postiženým a odklízení trosek probíhalo delší dobu.:291–292

#### 25. dubna 1945
V dubnu 1945 už bylo zřejmé, že Německo v dohledné době válku prohraje. Pro spojenecká letadla byla poslední hrozbou oslabené protiletadlové dělostřelectvo, které dokázalo důležité cíle intenzivně hájit střelbou. Velitelé spojeneckého letectva proto museli porovnávat strategický význam cílů s podstupovaným rizikem. Zaměřili se na zničení veškerých dopravních sítí, aby znemožnili zásobování vojsk na frontě, a leteckých základen.:50:289 Mezi cíli bombardování byly Škodovy závody výjimkou, ale logickou: v dubnu 1945 byla poslední funkční zbrojovkou Třetí říše, která stále zásobovala armádu.:50 Továrna s 45 tisíci zaměstnanci tvořila třetinu výrobní kapacity nacistického Německa.
Americká pěchota požádala letectvo o útok na Škodovy závody,:22–23 který provedla 8. letecká armáda USAAF. V den náletu se na území bývalého Československa pohybovaly jednotky amerického vojska i Rudé armády. K dennímu náletu na cíle v bývalém Československu a v Německu vzlétlo 589 bombardérů a 486 stíhačů. Na Plzeň mířilo 307 bombardérů a 206 stíhaček, cílem byla Škodovka a blízké vojenské letiště s desítkami proudových stíhaček Me 262.:92 Během přeletu svazu nad Evropou vysílala BBC varování dělníkům Škodovky před nadcházejícím náletem. Varování před náletem bylo ze strany bezprecedentní, protože pro ušetření českých obyvatel riskovali životy a zdraví svých letců – ti byli varováním šokováni. Po varování se na přílet svazu připravila protiletecká obrana Plzně.:92
Letecký poplach začal v 10.11, obyvatelé se schovali v krytech. Nad Plzeň doletělo 276 bombardérů a 188 stíhaček, bomby dopadaly od 10.26 a první zasáhly Lochotín a Karlovarskou třídu.:292 V 10.46 dopadly první pumy na Škodovy závody, Skvrňany a Karlov. Nepříznivé počasí společně s kouřovou clonou požárů snížilo viditelnost, což snižovalo přesnost shozu leteckých pum, nutilo některé letouny nálet opakovat, vedlo k haváriím a nouzovým přistáním i k většímu počtu zásahů protivzdušné obrany. Druhým cílem bylo vojenské letiště na Borech plné letadel bez paliva, na které mělo zaútočit 78 bombardérů.:92:96 Nálety na Škodovku a letiště probíhaly současně, kromě oblačného počasí útok komplikovala střelba z flaků a chaos letounů létajících blízko sebe a střelby všemi směry. Během 50minutového náletu bylo shozeno 526 tun pum, což odpovídalo 970 tříštivým a 16 tisícům zápalných pum.
Během náletu zahynulo 67–80 osob, 66 osob bylo zraněno.:293 Škodovy závody se z velké části změnily v ruiny, mimo závod bylo zničeno 339 domů, 229 dalších bylo poškozeno těžce a 2496 domů lehce.:294
Do areálu Škodových závodů dopadlo kromě množství zápalných také 430 trhavých pum a exploze spolu s následnými požáry zničily 70 % areálu včetně strojů. Z celkových 125 objektů byla polovina zničená nebo těžce poškozená, všechny zbylé budovy byly poškozené. Poškozená byla veškerá infrastruktura podniku – rozvody elektřiny, plynu, kanalizace, parovody a dopravní infrastruktura včetně železniční.:294 Výroba byla zcela zastavena, protože byly vyřazeny závodní elektrárny.:294:233 Hašení rozsáhlých požárů trvalo 10 dní, přičemž situaci komplikoval nedostatek lidí, nemožnost telefonní komunikace, uličky zatarasené troskami, nedostatek vody a výbuchy munice.:293 Z budov mimo areál byla zničeno ředitelství včetně množství písemností a technické dokumentace. Okupační orgány usilovaly o částečné obnovení výroby, reálná obnova byla zahájena až po osvobození. Škody na nemovitém i movitém majetku spolu s náklady na odklizení trosek a provizorními opravami byly stanoveny na 1,9 miliardy protektorátních korun.:294–295 Spolu s náklady na opravy závodu byla částka stanovena na 11 až 12 miliard Kčs.:294–295
Dělnická kolonie Karlov přiléhající ke Škodovce byla poškozená už při předchozích náletech, při tomto náletu bylo zničeno tři a půl z deseti bloků domů a měšťanská škola.:11, 47, 53 Značné poškození kolonie při náletech vedlo k jejímu postupnému zániku.:11 Skvrňany sousedící se Škodovými závody na severu byly mohutně zasaženy – tzv. staré Skvrňany byly prakticky celé zničeny s výjimkou školy a několika statků, původní podoba Skvrňany už nebyla nikdy obnovena. Poničeny byly také domy ve Slovanském údolí. Utrpělo okolí ředitelství Škodovy, ať již šlo o zničené domy či požár skladu dřeva.
Blízko kostela Všech svatých na Roudné byla umístěna baterie šesti flaků, světlomety, naváděcí zařízení a zvukové lokátory. Útočníci se snažili ji zničit, po zásahu zemřelo 20 vojáků obsluhy.:295 Pumy dopadaly i v okolí a tak došlo k požáru ve zmíněném kostele či poškození domu na Roudné.:294:118–119 Nedaleká dělnická kolonie Amerika byla vážně zasažena, zničeno bylo pět domů z 21, a i v tomto případě tím začal zánik kolonie.:294

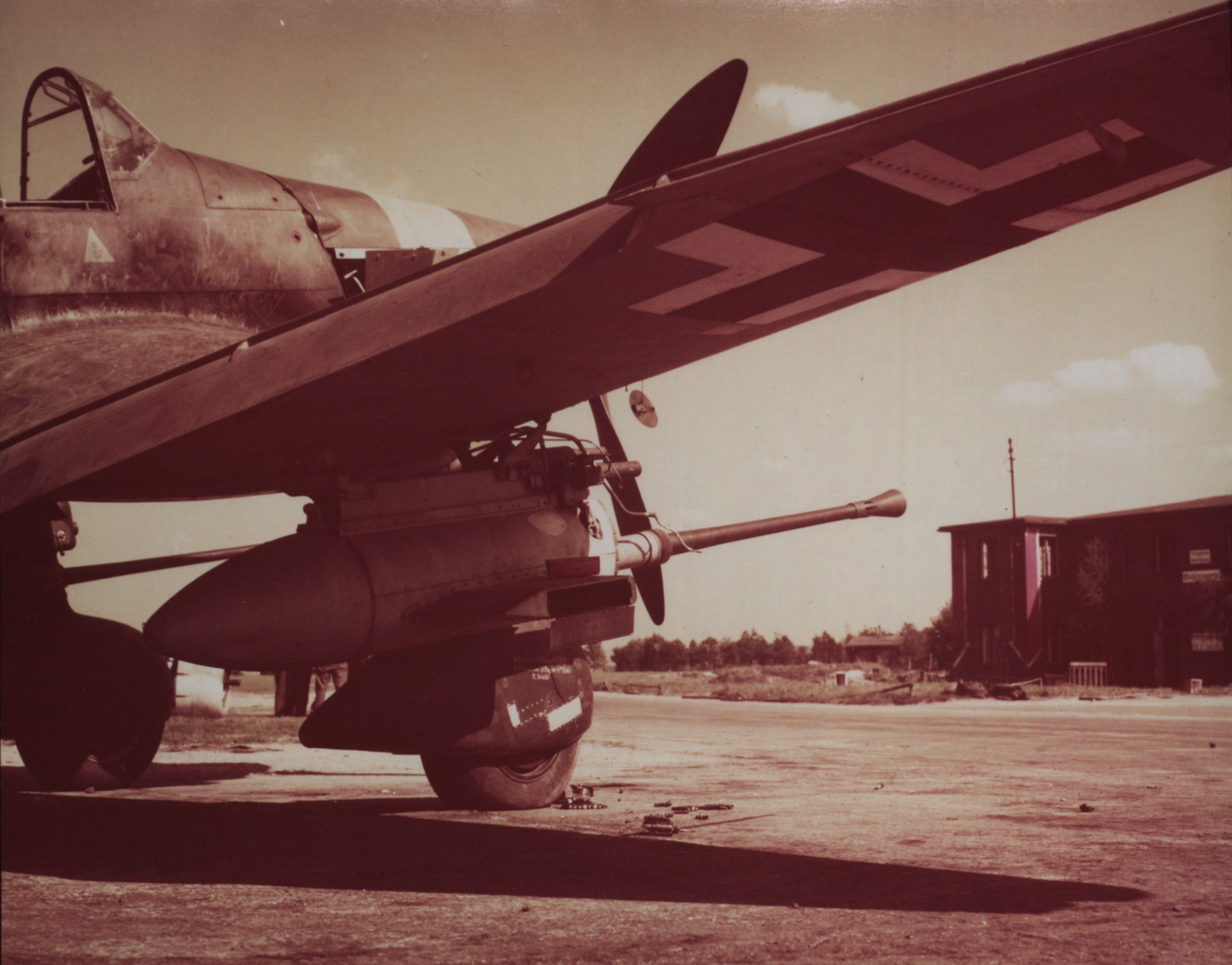
Německý Ju 87 na letišti po osvobození americkou armádou

Ač vojenské letiště na Borech během války nesloužilo bojovým jednotkám, na konci války se na ně dostaly frontové jednotky stíhačů.:294 Při náletu bylo zničeno několik letadel, dva ze čtyř hangárů a dalších letištních budov, letiště se stalo neprovozuschopné.:120–129 Poškozeny byly železniční tratě na Žatec, na Klatovy a na Cheb.:294 Pumy, které mohly mířit na protileteckou obranu, zasáhly areál u zámku v Kozolupech, ve kterém byl zámek a kaple poškozené výbuchy v roce 1947 zbořeny.
Útočníkovi protivzdušná obrana sestřelila šest bombardérů B-17 G Flying Fortress, jedno letadlo bylo poškozeno po srážce s jiným letadlem.:634–635:295 Čtyři letadla dopadla v okolí Plzně, konkrétně B-17G 44-83447 explodoval u Skvrňan, B-17G 43-38369 Checkerboard Fort dopadl u Čemin, B-17G 42-97266 Godfathers Inc. se zřítil u Lhoty, po srážce s B-17G 43-38272 dopadl B-17G 43-38178 u Vejprnic, zatímco druhý letoun se po opuštění posádkou zřítil v Německu, B-17G 43-38501 nouzově přistál u Písařovy Vesce na Tachovsku a jedno letadlo posádka opustila nad Českým lesem. 8. letecká armáda přišla celkově od 11 letadel, 180 letadel bylo poškozeno, z 42 po náletu pohřešovaných letců jich 21 zahynulo a 8 bylo zraněno.:634–635 Útok na Plzeň byl pro těžké bombardéry 8. letecké armády poslední bojovou misí. Padlí letci mají pomníky v Čemínech, v Křimicích a v Liticích.
Úspěšný nálet na Škodovy závody provedený 13 dní před skončením války se škodami na civilních objektech a desítkami obětí byl a je kontroverzní a zůstává předmětem diskuse o motivech.:40 Zničení Škodovky se stalo po Únoru 1948 komunistické propagandy, které mělo znevážit podíl amerických vojsk osvobozujících západní Čechy. Mottem článků v komunistickém tisku byla zbytečnost náletů, zabránění poválečného využití průmyslových podniků, cílená bombardování civilních čtvrtí, nepravdivě uváděná ukončená výroba, zabránění ukořistění Škodovky Sovětským svazem, likvidace konkurence, oslabení hospodářství, vytvoření závislosti na americké pomoci provázené politickým diktátem.:40 Dosud však pro tyto údajné motivace a cíle nebyly nalezené důkazy. Komunistická interpretace náletů kvůli 40 letům totality s jednostranným výkladem dějin stále ve společnosti přežívá. Nicméně i někteří západní autoři vysvětlují zvolení Škodovky za cíl bombardování obavami z vlivu a činů Sovětského svazu, údajným důvodem byla např. obava před ukořistěním průmyslové techniky pro sovětský zbrojní průmysl či nejistota, zda se Rudá armáda na demarkační linii zastaví a nezaútočí na západ.
Historici připomínají neznámý konec války v době náletu i status poslední funkční zbrojovky pod německou kontrolou, která zásobovala jednotky na frontě. Americká pěchota mohla mít obavy z produkce stíhače tanků Hetzer. Připomínáno je i 900 tisíc dobře vyzbrojených německých vojáků na okupovaném území:23 či plzeňská sedmitisícová posádka.:23 Pravděpodobně Spojenci přikládali váhu dezinformaci o tzv. Alpské pevnosti, jejíž posádky mohla Škodovka zásobovat. Nálet mohl být výsledkem odlišné válečné taktiky využívající strategické bombardování, se kterou měli na Západě zkušenosti, přičemž nálety byly snahou rychle skončit německou agónii. Vzhledem k rozsahu náletu i varování byly počty oběti nízké a civilní čtvrtě byly zasažené pro aktivitu protivzdušné obrany.:295

#### Poslední bomby
Poslední spojenecké bomby dopadly na Plzeň na přelomu dubna a května, ale nešlo o letecký nálet. Trojice letadel nad Plzní vyvolala letecký poplach a útok protivzdušné obrany, který se projevoval dle svědka Zdeňka Mračka mnoha obláčky výbuchů munice v blízkosti letadel. Aby letci zrychlili svá letadla a unikli tomuto útoku, rychle odhodili pumy. První puma explodovala u německého domu Turnhalle v Husově ulici,:130–149 druhá dopadla o desítky metrů vedle v Růžové ulici (dnes U Tržiště), kde zničila malý domek včetně obyvatel.

## Souhrn
Během druhé světové války bylo na Plzeň Spojenci zorganizováno oficiálních jedenáct leteckých náletů, další nálety byly výsledkem aktuální situace na jiných bojištích a v několika případech přes pokus k náletu nedošlo. V důsledku náletů zahynulo okolo 1000 obyvatel Plzně, velké ztráty na životech zaznamenaly i omylem bombardované Dobřany. Přibližně stejný počet osoby byl raněn. Význam a důsledky spojeneckých náletů jsou dnes brány v podstatě pozitivně, přestože město Plzeň velice poničily, aniž by Škodovy závody jako hlavní cíl náletů byly v průběhu celé války poškozeny tak, aby byla významným způsobem omezena výroba. Při náletech docházelo ke strategickým omylům, které způsobily tragédie v Dobřanech a Radčicích. Zatímco protektorátní tisk nálety pochopitelně odsuzoval a vedl propagandu vůči nepřátelům Třetí říše, samotní obyvatelé Protektorátu vnímali nálety jako nezbytnost pro osvobození celého bývalého Československa od nacistické nadvlády. Město Plzeň bylo v podstatě ze dvou třetin zničeno, jeho obyvatelé se velmi rychle vzpamatovali z válečných škod a dokázali znovuvybudovat město do jeho předválečného stavu. Bombardování strategických cílů v Evropě znamenalo značné ztráty i na straně Spojenců – jen v RAF během vzdušné války nad střední Evropou přišlo o život 44 tisíc letců, dalších 20 tisíc jich bylo zraněno a 11 tisíc padlo do zajetí, ztraceno bylo přes 7 tisíc letadel.:281

### Statistika
| Datum útoku        | Útočník | Bombardéry (stíhače) | Cíl                                | Bombardování Plzně | Úspěch   | Oběti   | Zranění těžce + lehce | Zničené budovy | Poškozené budovy těžce + lehce |
| ------------------ | ------- | -------------------- | ---------------------------------- | ------------------ | -------- | ------- | --------------------- | -------------- | ------------------------------ |
| 21. října 1940     | RAF     | 11                   | Škodovy závody                     | Ne                 | Ne       | –       | –                     | –              | –                              |
| 28. října 1940     | RAF     | 8                    | Škodovy závody                     | Ne                 | Ne       | –       | –                     | –              | –                              |
| 20. listopadu 1940 | RAF     | 8                    | Škodovy závody                     | Ne                 | Ne       | –       | –                     | –              | –                              |
| 29. října 1941     | RAF     | 5–10                 | Škodovy závody                     | Ne                 | Ne       | –       | –                     | –              | –                              |
| 26. dubna 1942     | RAF     | 6                    | Škodovy závody, seřaďovací nádraží | Ano                | Ne       | –       | –                     | –              | 29                             |
| 5. května 1942     | RAF     | 5                    | Škodovy závody                     | Ano                | Ne       | –       | –                     | –              | 1                              |
| 17. dubna 1943     | RAF     | 327                  | Škodovy závody                     | Ano                | Ne       | 310–510 | vyšší stovky          | přes 550       | ?                              |
| 14. května 1943    | RAF     | 168                  | Škodovy závody                     | Ano                | Ne       | 31      | 56 + 54               | 39             | 101 + 2217                     |
| 22. února 1944     | USAAF   | 36                   | náhodný shoz                       | Ano                | Ne       | –       | –                     | –              | –                              |
| 16. října 1944     | USAAF   | přes 60              | Škodovy závody                     | Ano                | Ano      | 26–30   | 61                    | 9              | 11 + ?                         |
| 23. října 1944     | USAAF   | ?                    | Škodovy závody                     | Ne                 | Ne       | –       | –                     | –              | –                              |
| 16. prosince 1944  | USAAF   | ?                    | Škodovy závody                     | Ano                | Ne       | 20      | 50                    | 7              | 22 + 520                       |
| 20. prosince 1944  | USAAF   | 75                   | Škodovy závody, hlavní nádraží     | Ano                | Ano · Ne | 103–131 | 230–234               | 30–44          | 325–469                        |
| 14. února 1945     | USAAF   | 12                   | seřaďovací nádraží                 | Ano                | Ano      | 6       | 1                     | 2              | 2 + 36                         |
| 17. dubna 1945     | RAF     | 233                  | komplex nádraží                    | Ano                | Ano      | 600–850 | ?                     | 120            | 154 + 2053                     |
| 18. dubna 1945     | USAAF   | 21                   | seřaďovací nádraží v Koterově      | Ano                | Ne       | 79      | 24 + ?                | 49/50          | 29 + 134                       |
| 25. dubna 1945     | USAAF   | 307 (206)            | Škodovy závody, letiště Bory       | Ano                | Ano      | 67–80   | 66                    | 339            | 229 + 2496                     |

Vysvětlivky: Rozsah hodnot znamená odlišné počty v různých zdrojích. Otazník značí neznámý počet.

### Poškozené čtvrti, továrny a dopravní stavby
Následující tabulka nabízí přehled poškozených čtvrtí, oblastí, výrobních podniků a dopravní infrastruktury podle současných obvodů města Plzně a podle náletů, při kterých k poškození došlo. 
| Městský obvod | Čtvrť, oblast, podnik          | 1942   | 1942  | 1943                  | 1943                  | 1944   | 1944          | 1944          | 1944          | 1945   | 1945                  | 1945          | 1945                  |
| Městský obvod | Čtvrť, oblast, podnik          | 26. 4. | 5. 5. | 17. 4.                | 14. 5.                | 22. 2. | 16. 10.       | 16. 12.       | 20. 12.       | 14. 2. | 17. 4.                | 18. 4.        | 25. 4.                |
| ------------- | ------------------------------ | ------ | ----- | --------------------- | --------------------- | ------ | ------------- | ------------- | ------------- | ------ | --------------------- | ------------- | --------------------- |
| Plzeň 1       | Amerika                        |        |       |                       |                       |        |               |               |               |        |                       |               | Škody · Škody         |
| Plzeň 1       | Bolevec                        |        |       |                       | Škody                 |        |               | Škody         |               | Škody  |                       |               |                       |
| Plzeň 1       | Košutka                        |        |       |                       | Škody                 |        |               |               |               |        |                       |               |                       |
| Plzeň 1       | Lochotín                       | Škody  |       |                       | Škody · Škody         |        | Škody         |               |               |        |                       |               |                       |
| Plzeň 1       | Malý Berlín                    |        |       |                       | Škody · Škody         |        |               |               |               |        |                       |               |                       |
| Plzeň 1       | Roudná                         |        |       |                       |                       |        | Škody         |               |               | Škody  | Škody                 |               | Škody                 |
| Plzeň 1       | Škodovy závody – areál Bolevec |        |       |                       |                       | Škody  |               | Škody         |               |        |                       |               |                       |
| Plzeň 1       | Vinice                         |        |       |                       | Škody                 |        |               |               |               |        |                       |               |                       |
| Plzeň 1       | Železniční trať na Žatec       |        |       |                       |                       | Škody  |               | Škody         |               |        |                       |               | Škody                 |
| Plzeň 2       | Božkov                         | Škody  |       |                       |                       |        |               |               |               |        |                       |               |                       |
| Plzeň 2       | Hlavní nádraží Plzeň           |        |       |                       |                       |        | Škody         |               | Škody         |        | Škody · Škody · Škody |               |                       |
| Plzeň 2       | Petrohrad                      |        |       |                       |                       |        |               |               |               |        | Škody                 | Škody         |                       |
| Plzeň 2       | Slovany                        |        |       |                       |                       |        |               |               |               |        | Škody                 | Škody · Škody |                       |
| Plzeň 3       | Bezovka                        |        |       |                       | Škody                 |        |               | Škody · Škody |               |        |                       |               |                       |
| Plzeň 3       | Bory                           |        |       |                       |                       |        |               | Škody         |               |        |                       |               | Škody                 |
| Plzeň 3       | Doudlevce                      | Škody  |       |                       |                       |        |               |               |               |        |                       |               |                       |
| Plzeň 3       | Karlov                         |        |       |                       | Škody · Škody         |        | Škody         |               |               |        |                       |               | Škody · Škody         |
| Plzeň 3       | Letiště Bory                   |        |       |                       | Škody                 |        |               | Škody         |               |        |                       |               | Škody · Škody         |
| Plzeň 3       | okolí Anglického nábřeží       |        |       |                       |                       |        |               |               | Škody · Škody |        |                       |               |                       |
| Plzeň 3       | okolí Doudlevecké              |        |       |                       |                       |        |               | Škody         |               |        |                       |               |                       |
| Plzeň 3       | okolí Šumavské                 |        |       |                       |                       |        |               |               | Škody · Škody |        |                       |               |                       |
| Plzeň 3       | okolí Tylovy                   |        |       |                       | Škody · Škody         |        |               |               |               |        |                       | Škody         | Škody · Škody         |
| Plzeň 3       | Pivovar Gambrinus              |        |       |                       |                       |        | Škody         |               |               |        | Škody · Škody · Škody |               |                       |
| Plzeň 3       | Pivovar Prazdroj               |        |       |                       |                       |        | Škody         |               | Škody · Škody |        | Škody · Škody         |               |                       |
| Plzeň 3       | Přední Skvrňany                |        |       |                       | Škody · Škody         |        |               |               |               |        |                       |               | Škody · Škody · Škody |
| Plzeň 3       | Skvrňany – Slovanské údolí     |        |       |                       |                       |        | Škody         |               |               |        |                       |               | Škody                 |
| Plzeň 3       | Škodovy závody                 |        |       |                       | Škody · Škody         |        | Škody · Škody |               | Škody · Škody |        |                       |               | Škody · Škody · Škody |
| Plzeň 3       | Valcha                         |        |       |                       | Škody                 |        |               |               |               |        |                       |               |                       |
| Plzeň 3       | Vnitřní město                  |        |       |                       |                       |        |               |               | Škody         |        |                       |               |                       |
| Plzeň 3       | Železniční trať na Cheb        |        |       |                       |                       |        |               |               |               |        |                       |               | Škody                 |
| Plzeň 3       | Železniční trať na Klatovy     |        |       |                       |                       |        |               | Škody         |               |        |                       |               | Škody                 |
| Plzeň 4       | Cikánka a Jateční              |        |       |                       |                       |        |               |               |               |        | Škody · Škody · Škody |               |                       |
| Plzeň 4       | Doubravka                      | Škody  |       |                       |                       |        |               |               |               |        | Škody · Škody         |               |                       |
| Plzeň 4       | Lobzy a Letná                  | Škody  |       |                       |                       |        |               |               |               |        | Škody · Škody         |               |                       |
| Plzeň 4       | Seřaďovací nádraží             |        |       |                       |                       |        | Škody         |               |               | Škody  | Škody · Škody · Škody |               |                       |
| Plzeň 5       | Křimice                        |        |       | Škody                 |                       |        |               |               |               |        |                       |               |                       |
| Plzeň 7       | Radčice                        |        |       |                       | Škody · Škody · Škody |        |               |               |               |        |                       |               |                       |
| Mimo Plzeň    | Dobřany                        |        |       | Škody · Škody · Škody |                       |        |               |               |               |        |                       |               |                       |
| Mimo Plzeň    | Chlumčany                      |        |       | Škody                 |                       |        |               |               |               |        |                       |               |                       |
| Mimo Plzeň    | Kozolupy                       |        |       |                       |                       |        |               |               |               |        |                       |               | Škody                 |
| Mimo Plzeň    | Nová Ves                       |        |       | Škody · Škody         |                       |        |               |               |               |        |                       |               |                       |

Vysvětlivky:  – poškozeny byly ojedinělé či málo budov;  – poškozen byl větší počet budov;  – poškozena byla většina budov

## Obnova
Po skončení druhé světové války platila Plzeň za válkou třetí nejponičenější město Čech, Moravy a Slezska. V této době se začal legálně formovat revoluční národní výbor, jehož úkolem bylo zajistit obnovu města, a to nejprve hmotnou a poté kulturní. V praxi to znamenalo v prvé řadě zajistit úklidové práce nebo ubytovat obyvatele, kteří přišli o střechu nad hlavou. K takové činnosti byl potřeba nemalý kapitál. To bylo zajištěno znárodněním průmyslových i hospodářských podniků pomocí Benešových dekretů. Tím bylo zajištěno plynutí zisků podniků do státní pokladny, z níž byly následně používány na poválečnou obnovu. Nejdůležitější plzeňské podniky včetně nádraží si bezprostřední opravy zajistily samy využitím vlastních zaměstnanců v rámci pracovní povinnosti, dále amerických vojáků nebo zajatých Němců a kolaborantů, důsledkem čehož byly podniky schopné opětovné široké výroby už v roce 1946. Její novou výstavbu přijel dvakrát verbálně podpořit prezident Edvard Beneš.